# Llista de cavalls famosos

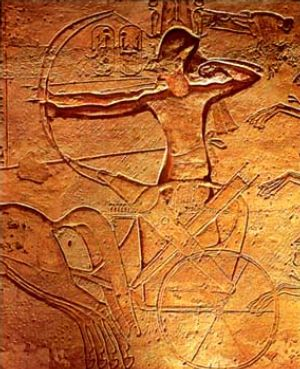
Ramsès II a la batalla de Kadesh

Al llarg de la història hi ha hagut molts cavalls famosos per algun concepte. Cavalls històrics i reals (famosos per mèrits propis o per la notorietat del seu propietari), cavalls mitològics, cavalls imaginaris de fama literària, cavalls campions en les curses o els esports hípics, ...
En cada cas els detalls sobre la glòria de cada cavall -o, a vegades, els aspectes menys gloriosos- expliquen moltes coses sobre les persones i la societat en cada època.

## Cavalls històrics

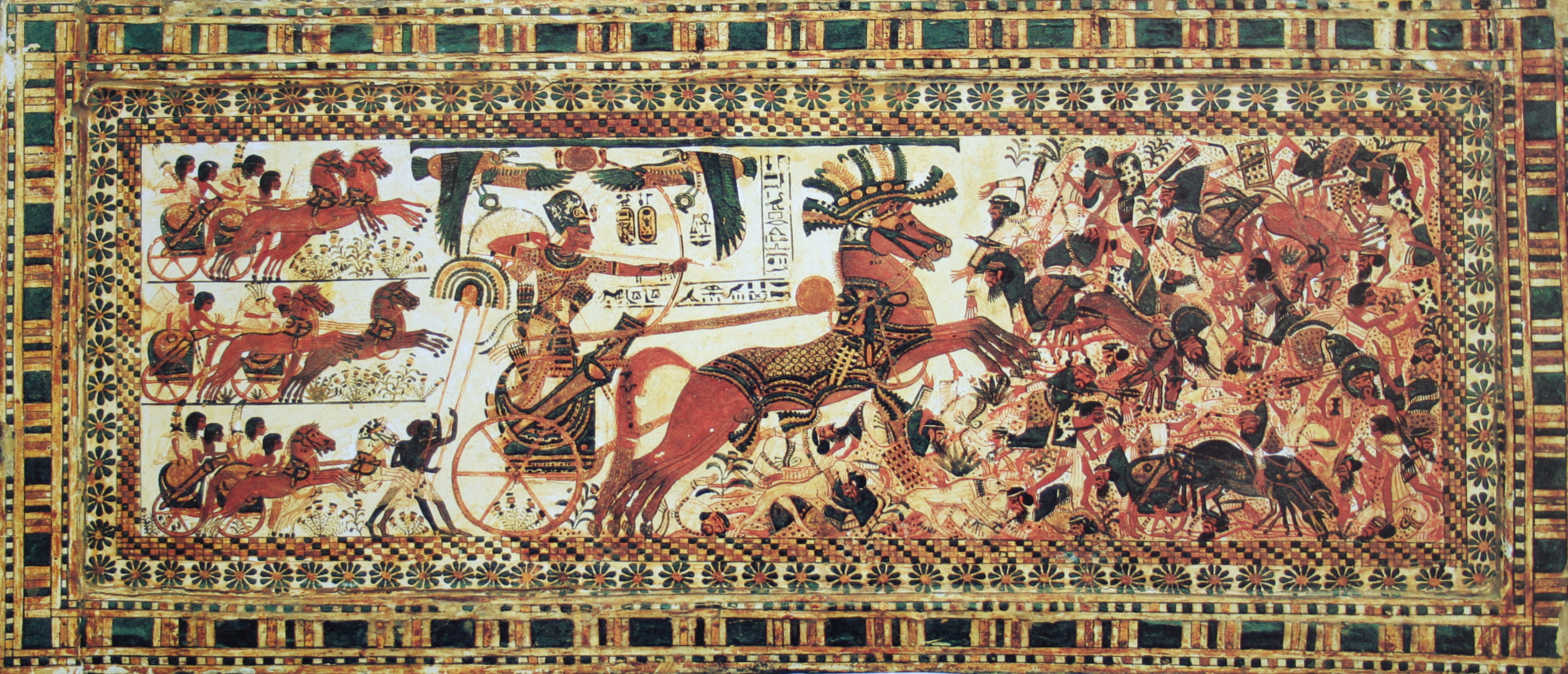
Carro de guerra egipci (c. 1335 aC).

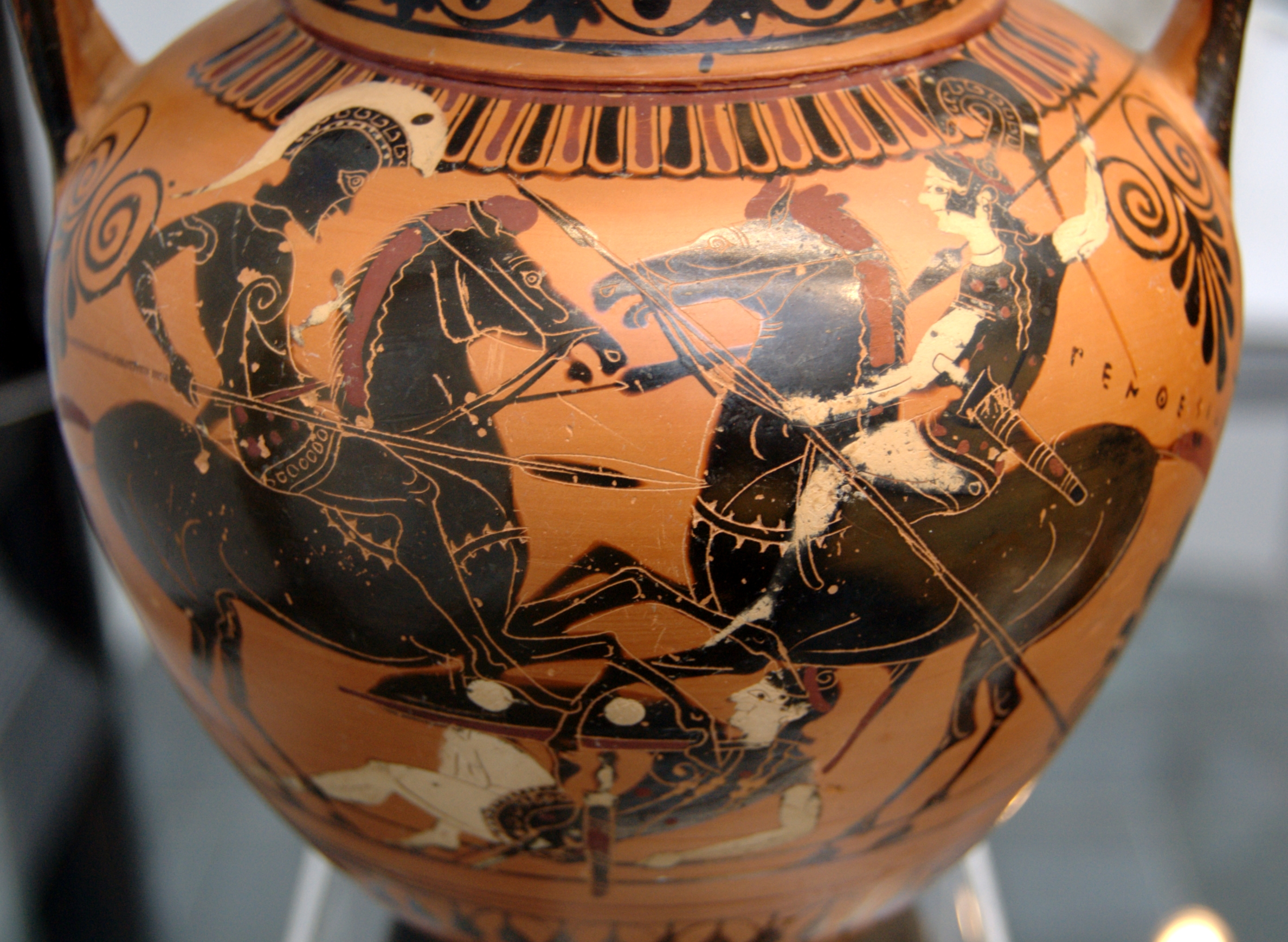
Aquil·les contra l'amazona Pentesilea.

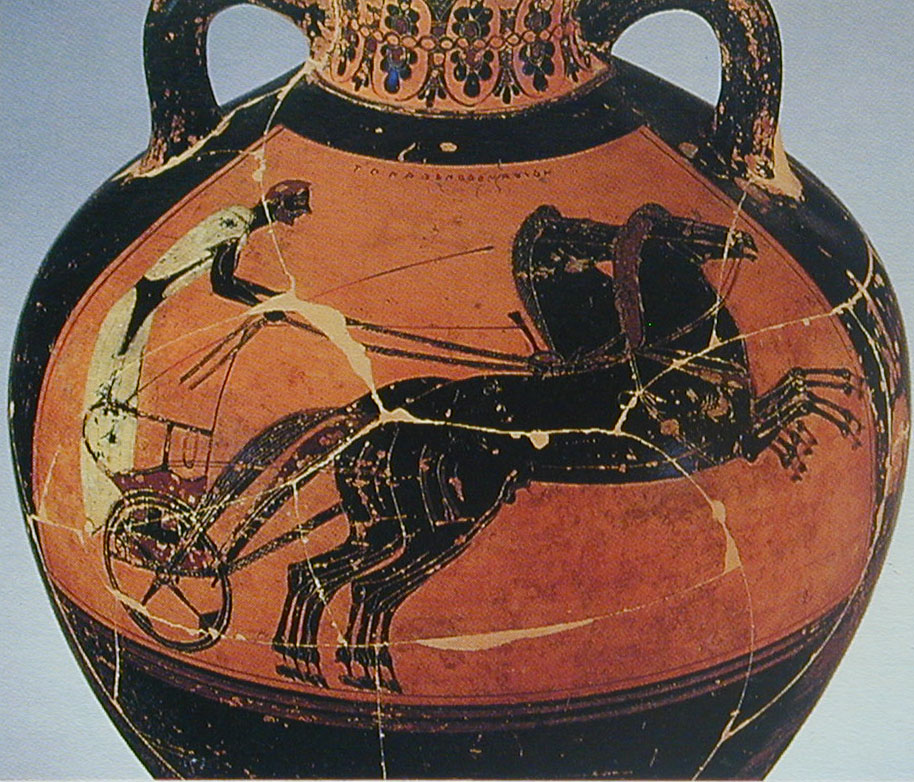
Àmfora panatenaica mostrant una quadriga. Vegeu els peus dels cavalls.

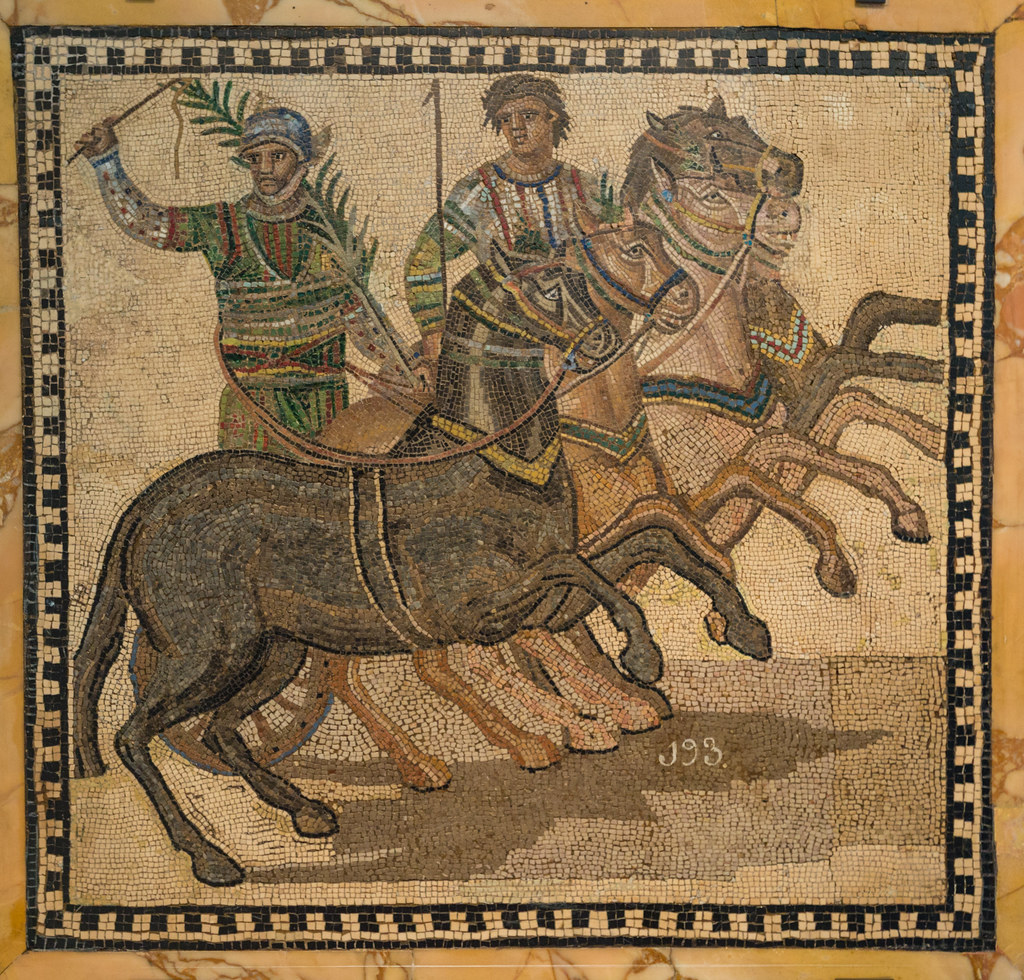
Quadriga romana guanyadora en les curses del circ.

És impossible presentar una llista completa de cavalls reals amb importància històrica. Però és relativament fàcil oferir una mostra representativa com la següent, ordenada cronològicament (Atenció !: les dates només són aproximades):

### Inicis històrics
- c. 1280 aC: "Victòria a Tebes" i "Mut està satisfeta". Cavalls del carro de guerra de Ramsès II que participaren en la batalla de Cadeix.[1]
- 521 aC: El cavall de Darios.[2][3][4]
- 516 aC: Phoenix, Cnacia, Corax i Samos foren els quatre cavalls del carro propietat de Cleòstenes, guanyador dels LXVI Jocs Olímpics en la cursa de quadrigues. L'escultor Agelades va fer una estàtua de Cleòstenes i del seu auriga amb el carro i els quatre cavalls, segons testimoni de Pausànies en l'obra Descripció de Grècia.[5][6][7]
- 512 aC: Avra, més coneguda pel seu nom en llatí Aura, fou una euga guanyadora en els Jocs Olímpics.[8]
- 508 aC: Lykos, poltre fill de l'egua Avra, guanyador de la cursa per a poltres ("keles") de la 68 ena Olimpíada.[9]
- 476 aC: Ferènic(Pherenikos), cavall guanyador als Jocs Olímpics en la cursa amb genet.[10][11][12] Ferénikos era un cavall propietat de Hieró I, tirà de Siracusa. Fou cantat per dos poetes insignes : Píndar i Baquílides. El seu nom significa "Portador de la victòria", "El que duu la victòria". I certament va aconseguir la palma daurada de guanyador en els Jocs Olímpics i Pítics de l'any 476 abans de l'Era Cristiana. Les victòries de Ferénikos correspongueren a curses de poltres amb genet ("keles"). Cal entendre que Ferénikos era un poltre o un cavall molt jove.

| « | L'Aurora de braços daurats contemplava el ros Ferénikos a la vora mateixa de l'Alfeu aquell riu ample i turbulent pentinat de gorgs. I veié la seva tempestuosa cursa I el contemplà vencedor en la sagrada Pítia. Més jo, humil mortal seré l'herald d'aquella feta. Mai la pols dels ressagats no maculà son mantell en el darrer esforç fins a la meta. Com l'hàlit poderós del Bóreas que al timoner aclapara, delerós de guanyar, de nou l'encerta. I la victòria aporta al noble Hierò l'amfitrió més generós de tots els hostes. Baquílides (traducció lliure d'una traducció anglesa) | » |

Ferènikos és un dels cavalls més antics el nom del qual s'hagi conservat.
La capa de Ferénikos és esmentada com a "xanthos" per Baquílides (Píndar no diu res del color del pelatge).
La traducció anglesa el transforma en "chestnut" (alatzà). "Xanthos" és més aviat groc, però. I podria traduir-se per "ros" o "falb daurat".
- 401 aC:"Pasacas", cavall de Cir el Jove a la batalla de Cunaxa.[13][14][15]
- 326 aC: Mort de Bucèfal, cavall d'Alexandre el Gran.
- 261 aC: Cavall d'Antíoc I Soter.[16][17][18][19]
- 218 aC: Garganus. Segons Sili Itàlic, en la batalla del Ticino, era el nom del cavall del cònsol romà Escipió.[20]
- 166 aC: Un cavall d'Antíoc IV Epífanes. En una desfilada triomfal a Daphne fou descrit cavalcant "un cavall vulgar" o "un cavall asturcó. Hi ha diverses teories sobre el fet.[21][22][23][24]
- Segle I aC: El cavall de Juli Cèsar.[25][26]
- 40 aC: El cavall malastruc de Seius. Gneu Seu (Cnaeus Seius) va comprar un cavall magnífic que portava mala sort.[27]

### Principi de l'Era cristiana

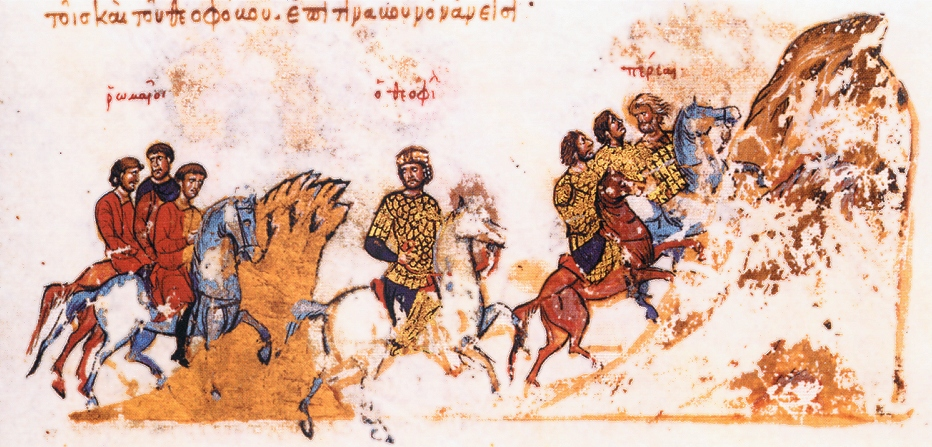
Teòfil i l'exèrcit romà d'Orient en retirada cap a un turó (miniatura de lEscilitzes de Madrid)

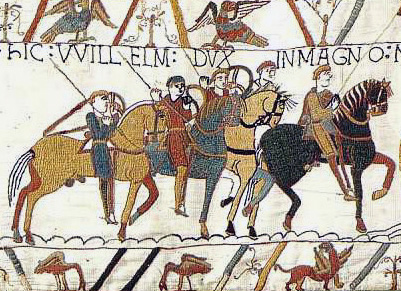
Detall del Tapís de Bayeux, representant la invasió de 1066

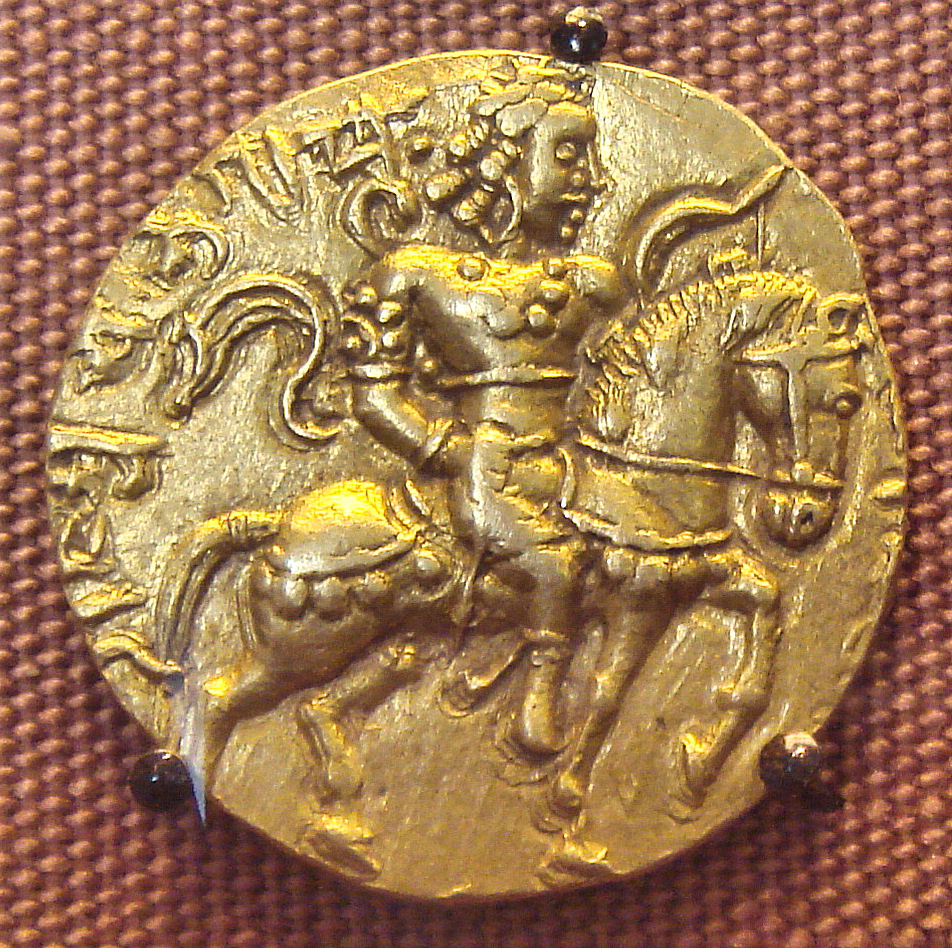
Moneda d'or representant el rei Chandragupta II (anomenat Vikramaditya) a cavall..

- 40: Incitatus i Velocissimus. Cavalls de Calígula.[28]
- 70: Andraemon. Cavall de curses de l'època de l'emperador Domicià la fama del qual fou comentada per Marcial.[29]
- 121: Borysthenes, cavall de l'emperador Hadrià. Anomenat com el riu Borístenes. Li fou erigit un mausoleu amb un poema inscrit.[30]
- 166: Volucer. Cavall de curses relacionat amb l'emperador Luci Aureli Ver.[31][32][33]
- 190?: Llebre Roja, cavall de Lü Bu. En anglès "Red Hare". En xinès Chi Tu o Chi Tu Ma.[34][35]
- 200?: El cavall de Marc Aureli Probus. Un cavall capturat als alans que podia fer 100 milles diàries vuit o deu dies seguits.[36]
- 537: Phalios o Balan? El cavall de Belisari.[37][38][39][40][41]
  - L'historiador romà d'Orient Procopi a la seva obra Ιστορίαι (Història de les guerres) parla elogiosament del cavall i ens diu que el pelatge era el que els grecs anomenaven "phalios" i els gots "balan". I que els gots anaven cridant : Tireu al (genet del cavall) "balan" !!!
- 540: Distico, Distyco o Disticus. Cavall de Vitigès, rei dels ostrogots.[28][42]
- 608: "Dahis" (el Colpejat) i "al-Ghabra" (la Pols).[43][44][45]
- 624 i següents: Els cavalls de Mahoma.[46]
- 625: Shabdiz ("Mitjanit"). Cavall negre de Còsroes II.[47]
- 626: Els cavalls de l'emperador Li Shimin. Li-che-min o Taizong fou un emperador xinès de la dinastia Tang que lluità en moltes campanyes. Feu pintar els seus millors corsers de guerra, en nombre de 6, i esculpir sis baixos relleus que encara es conserven. Els noms dels cavalls eren: Quanmaogua (拳毛騧), Shifachi (什伐赤), Baitiwu (白蹄乌), Telebiao (特勒骠), Qingzhui (青骓) i Saluzi (飒露紫).
- 627: Falbas o Dorcas? El nom del corser de l'emperador romà d'Orient Heracli a la batalla de Nínive és un petit misteri. Falbas o Phalbas és el nom que donen algunes fonts. La versió més correcta indica que el nom del cavall era Dorkas ("gazela" en grec) i de pelatge falb (Φαλβας,"phalbas").[48][49][50][51][52][53]
- 655. Chitrakantha, cavall del rei Vikramaditya I de la dinastia Chalukya.[54]
- 680. Zuljanah, cavall que muntava Al-Hussayn ibn Alí ibn Abi-Tàlib a la batalla de Karbala. El nom original del cavall era Murtajiz.[55][56][57]
- 778: Cavall de Carlemany. No es coneix oficialment el nom de cap cavall de l'emperador Carlemany. La llegenda l'anomena "Blancard" o "Blanchard".[58][59][60][61]
- 781: Cavall "El Fogós" del valí de Barcelona Aissó.[62]

### Segle X

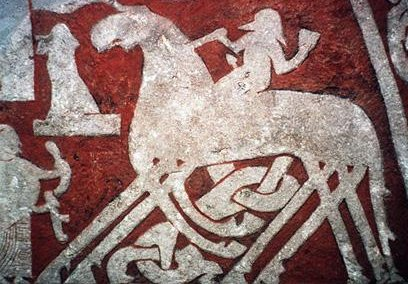
Odin i Sleipnir

- c 950. (Vegeu Cavall islandès). A les sagues islandeses el cavall hi té un paper essencial. La Saga de Hrafnkell, la saga de Njàll el Cremat i la saga de Grettir foren escrites en el segle xiii, recollint tradicions orals del segle ix. Les Edda, en vers i en prosa, ofereixen nombroses referències de cavalls. Indicant alguns noms de cavalls mortals o mitològics notables: Hrafn,[63] Sleipnir, Valr (Falcó),[64] Lettfeti,[65] Tjaldari, Gulltoppr,[66] Goti,[67][68] Soti, Mor, Lungr, Marr, Vigg, Stuffr, Skaevadr, Blakkr,[69][70] Thegn, Silfrtoppr,[71] Fakr, Gullfaxi,[72] Jor, Blodughofi (Blóðughófi).[73]
  - El poema èddic Grímnismál esmenta els cavalls dels Aesir.
- 972: Rammel. Segons la tradició, les famoses Mines de Rammelsberg foren descobertes per un cavall anomenat Rammel. Una altra versió parla del cavall d'un cavaller amb el nom de Ramm. El propietari va deixar lligat el cavall a un arbre per a perseguir un cérvol a peu. Quan va tornar el cavall havia deixat una veta de plata al descobert, apartant la terra amb els unglots.[74][75]

### Segle XI

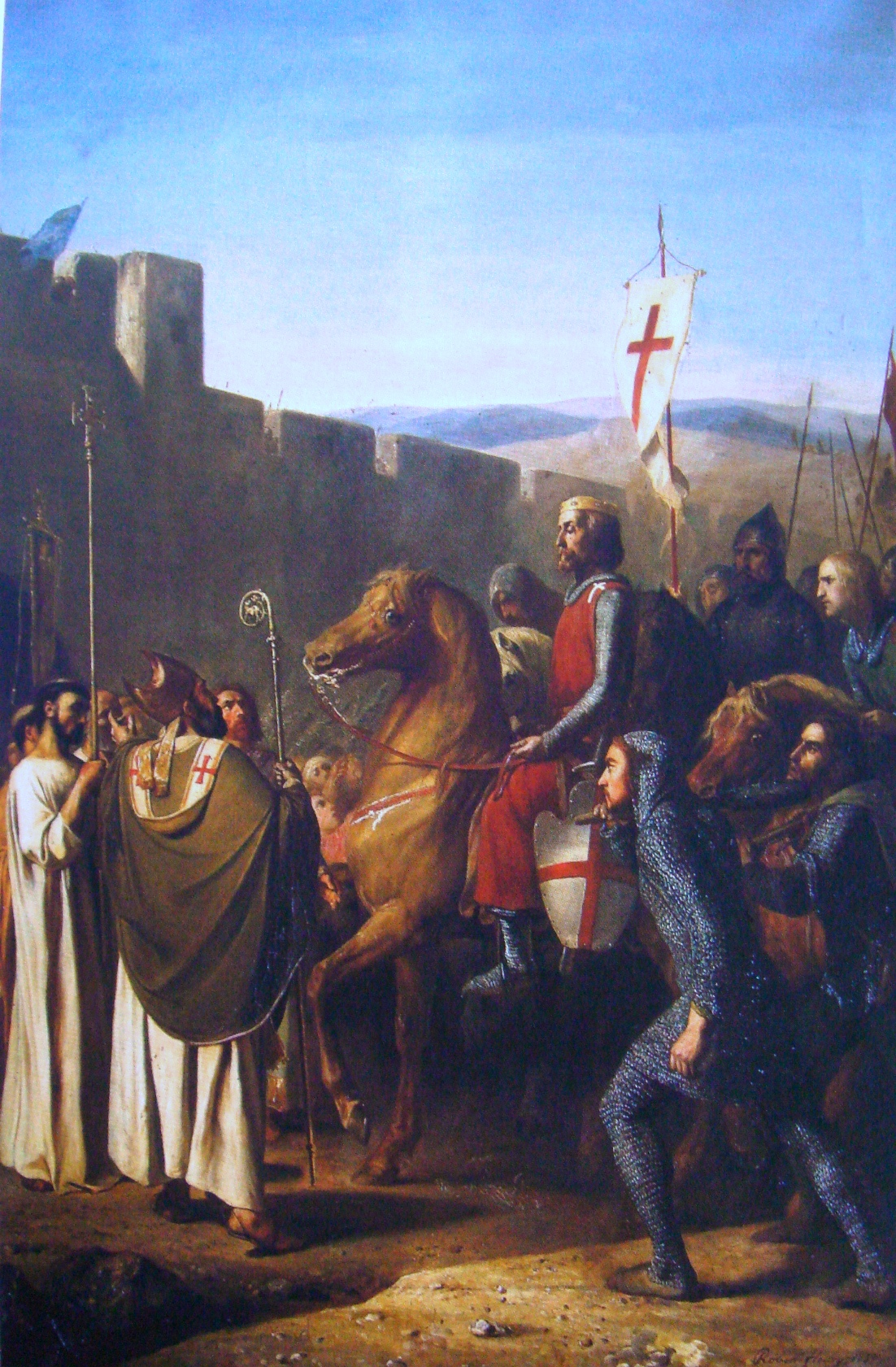
Balduí entrant a Edessa (J.Robert-Fleury, 1840)

- 1063: Milescut. Cavall llemosí (“Equum optimum qui appellabantur Milescut”; traducció aproximada: Cavall òptim anomenat “Mil escuts”, mil monedes d'or, un preu molt alt).[76]
- 1102: Gazela, cavall del rei Balduí I de Jerusalem.[77][78]
- 1108 ?: Esgúritzes, cavall de Brienni de pelatge castany fosc. Segons la narració d'Anna Comnena va salvar Brienni fent un salt prodigiós en una batalla contra els francs.[79]
- 1120: El cavall de Tallaferro. Bernat Tallaferro va morir ofegat quan travessava el riu Roine amb el seu cavall. No hi ha constància del nom del cavall.
- 1131: Danc un cavall de Ramon Berenguer III. En el seu testament consta un cavall amb el nom de "Danc".[80][81][82]

- 1180. Segons Gervasi de Tilbury, Guerau III de Cabrera tenia un cavall anomenat Bon Amic. Es tractava d'un cavall molt notable i més veloç que cap altre. El seu amo el tractava amb luxe: Bell Amic només menjava pa de blat en safata de plata i dormia en matalàs de plomes. Guerau li consultava els afers importants i el cavall l'aconsellava responent en un codi secret que només Guerau entenia.

Gervasi de Tilbury comenta que Guerau, comte de Cabrera i trobador, era un jove valent i gentil molt admirat per les dames. En certa ocasió a Arles, en presència del rei Alfons (i, probablement, del mateix Gervasi de Tilbury) Guerau tocava la seva viola mentre les dames ballaven i el seu cavall les acompanyava.
Quan Guerau fou assassinat, Bon Amic no va voler menjar més i es deixà morir de fam.
- 1191: Lyard i Fauvel són noms de cavalls molt freqüents en la literatura i en la realitat de l'Edat Mitjana. En aquest cas corresponen a dos cavalls que pertangueren al rei d'Anglaterra Ricard Cor de Lleó. Tot i que hi ha diferents versions del fet, se suposa que aquests cavalls eren propietat del dèspota de Xipre, el romà d'Orient Isaac Kommenos. I que varen ser apropiats quan Richard va conquerir l'illa. Alguna versió parla de Lyard com un estaló de París i de Fauvel com un cavall de Xipre...[86][87][88]
- 1218. Leós (Lleó), cavall de Simó de Montfort en el Setge de Tolosa (1218).
  - En occità: “...quel coms Simos cavalga el Leos el cristals ...”
  - En francès: “ ... mas le comte Simon chevauchant Lion son bon cheval...”
  - En català: “...el comte Simó, cavalcant Lleó el seu bon cavall...”.[89][90]

- 1223: Pilota; euga anomenada Pilota.[91]
- 1235: Draco el cavall de Frederic II del Sacre Imperi Romanogermànic.[92][93][94]
- 1265: Bayard, cavall del rei Jaume I. En una visita de Jaume el Conqueridor a la Vall d'Aran, s'esmenta un cavall “bayardum suum”. El rei muntava el seu cavall castany, probablement anomenat Bayard. La definició oficial actual de “bai” provoca interpretacions incorrectes.[95]
- 1275: Assenyalat. Ferran Sanxis de Castre.[96]
- 1276: El cavall del bovatge.Pere el Gran va comprar un cavall de pèl negre a crèdit per 1000 sous. La forma de pagament va aprofitar l'impost del bovatge. En aquella època un cavall de 1000 sous corresponia a un cavall de qualitat.[97]
- 1296: Lyard o Grys Liart, un dels cavalls del rei Eduard I d'Anglaterra.[98][99] Rei responsable d'alguns fets "militars" no gens exemplars.

### Segle XIV
- 1320: Skypperegrys. Cavall citat en un testament de York.[100]
- 1320. Hugh Audley el Jove (primer comte de Gloucester en la tercera creació del títol) tenia dos destrers anomenats Ferant de Roma i Grisel Le King.[101][102]
- 1340. Valencia, el cavall viatger.[103] A la batalla del riu Salado el rei Alfons XI de Castella muntava un cavall de pelatge ferrant-liart (un cavall liart de tonalitat gris fosc). Es tractava d'animal excellent. Segons paraules de l'autor anònim de la vida de Cola di Rienzo: “...Dicese che fussi lo più bello e megliore dello munno…”.[104] Juntament amb altres presents Alfonso el va trametre al papa Benet XII, a Avinyó.[105][106] El seu successor en el soli pontifici Climent VI el va obsequiar al rei Felip VI de França.
  - Ludovico Antonio Muratori va publicar la “Vita di Cola di Rienzi” cap al 1740: l'obra original en napolità i la traducció al llatí. En el paràgraf que parla del cavall, confongué “ferrante” (una variant del pelatge liart) amb el nom “Ferrante”, atribuint al cavall “Valencia” un nom i un pelatge ambdós incorrectes.[107][108][109][110][111]

- 1351: Cavallet de fusta. El primer cavall del primer príncep de Girona Joan el Caçador fou un cavallet de fusta obrat a Huesca, encarregat pel seu pare el rei Pere el Cerimoniós. Abans de les joguines electròniques eren freqüents els cavallets de joguina de fusta i de cartró. Ara no se'n veuen gaires.[112]
- 1364: Cavall Claramunt de pelatge liart. L'arquebisbe de Saragossa va donar ordres de lliurar el cavall a la persona que el demanés de part de don Enrique de Trastámara. Sembla que aquest bisbe havia de ser Lope Fernández de Luna.[113]
- 1369: Conc Aglen, cavall de Timur Bec de pelatge moscat o pigat.[114][115]
- 1369? Segons una biografia novel·lada de Bertrand du Guesclin, (el rei) Pere I de Castella muntava un cavall tigrat (de pelatge pigat o lleopard) en una batalla indeterminada de la Guerra dels dos Peres.[116]

| «                                 | Pierre étoit monté sur un tygre dont le roi de Belmarin luy avoit fait présent, et qu'il avoit eu du roy de Damiette. C'étoit un fort beau cheval de Syrie, si vite à la course qu'on ne pouvoit jamais atteindre le cavalier qui le montoit, et d'ailleurs si infatigable qu'il ne se ressentait presque point de la marche de toute une journée. (El rei) Pere muntava un cavall tigrat que li havia donat el rei dels Benimerins, cavall que havia rebut del rei de Damiata. Es tractava d'un cavall de Síria molt bell, tan veloç en la cursa que ningú no el podia agafar i tan resistent que gairebé no es cansava al cap d'una jornada de marxa. | » |
| — “Mémories". Bernard du Gesclin. | |   |

- 1385: Cavall negre anomenat Pia donat a Guionetto de Loraz (cost de 80 francs= 1453 lires 79 cèntims).[117]

### Segle XV

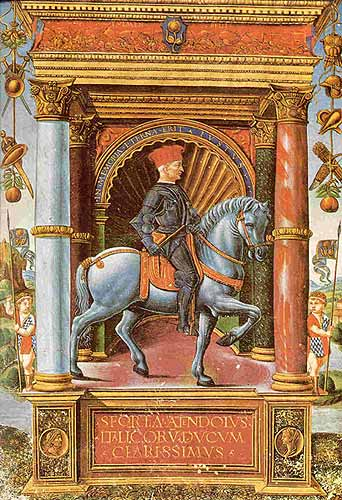
Imatge de Muzio Attendolo Sforza, fundador de la dinastia Sforza.

- 1410: Cervo. Cavall de Giacomo (o Jacopo) Attendolo (anomenat Sforza i fundador de la dinastia d'aquest nom) en la batalla de Pontecorvo contra Ladislao I de Nàpols.[118][119]
- 1414: Il Speranza. Cavall de Muzio Attendolo Sforza.[120][121]
- 1420: Salvador, cavall de Joan II de Castella.[122]
- 1461: Crispo o Crespo. Cavall del príncep de Viana. Preuat en 195 lliures. El pelatge es descriu com "liart rodat".[123]
- 1465: Souza o Sousa. Cavall de Joao Vaz de Aleida (al servei de Pere el Conestable de Portugal), que el rebé com a obsequi de l'infant Ferrando de Portugal per a servir en un combat a ultrança a disputar-se a Mantua.[124]
- 1465: Sir John Howard va regalar un cavall anomenat Lyard Duras, valorat en 40 lliures esterlines, al rei Eduard IV d'Anglaterra.[125]
- 1468: Buffato, cavall de Piero Vespucci a la justa de Lorenzo de Medici.[126][127]
- 1475: La Perla. Cavall sicilià molt ferotge muntat per Ferran el Catòlic en un torneig.[128]
- 1475: Morello, cavall de Lorenzo de Medici.[129][130][131][132]
- 1477: La Dame, cavall de pelatge liart propietat de René, duc de Lorena, que el muntava en les batalles de Morat i Nancy.[133][134]
- 1477: Moreau, cavall de Carles I de Borgonya "el Temerari" a la batalla de Nancy.
- 1490. Sain Khongkhor. Cavall mongol que va muntar Mandughai Ssetzen Khatun per a fugir d'una batalla.[135]
- 1495: Savoye, cavall de Carles VIII de França, a la batalla de Fornovo. Diuen que era d'alçada mitjana, de pèl negre i borni. I que tenia 24 anys fets el dia dels combats !!! La raça del cavall varia segons diversos testimonis. Uns diuen que era de casta espanyola, altres que del Piemont i la majoria de Brescia. Philippe de Commynes, que coneixia bé el cavall citat (des del dia que la duquessa de Savoya el va obsequiar a Charles VIII), en les seves memòries va declarar que "Savoye" era el cavall més perfecte de formes i el més bell i millor del món. Des del punt de vista anatòmic resulta notable que un cavall privat d'un ull (i, per tant, sense visió estereoscòpica; amb dificultats per a estimar les distàncies) pogués aguantar les escomeses enemigues prop de mitja hora. Quan Charles VIII va quedar aïllat dels seus, acompanyat només d'un escuder mal armat.[136]

### Segle XVI
- 1500: Mozone, cavall barbaresc de Francesco Gonzaga. Guanyador del Palio de Ferrara 4 vegades, entre 1500 i 1504.[137]
- 1511: Núvol negre, cavall del príncep Selim I, després soldà otomà. Selim es va enfrontar al seu pare el soldà Baiazet II, que volia llegar el seu regne a un altre fill anomenat Ahmed. La primera batalla, Adrianòpolis, fou una derrota i -sort per a ell- Selim va poder fugir a ungla de cavall cavalcant "Núvol negre" (Karabulut en turc, de "Kara" = negre). Selim fou un governant sanguinari i sense escrúpols. Però va recompensar "Núvol Negre" amb una vida reposada i semilliure en uns estables magnífics que va fer construir expressament a Egipte. Ningú no muntava el cavall i un cavallerís se n'encarregava del seu benestar...[138]
- 1512: Le Carinan, cavall de Pierre Terrail de Bayard. Malgrat que moltes referències esmenten el cavall "Le Carman" el nom més probable fou el de "Carignan", versió francesa de "Carignano" o Garigliano. (batalla del pont de Garigliano). Carignano fou el lloc on diuen que Bayard s'enamorà per primer cop, encara adolescent. Anys després tornaria i va trobar que la dama dels seus somnis s'havia casat... Una autora italiana apunta la possibilitat que el nom del cavall indicaria aquest amor frustrat. Bayart no es va casar mai, però sembla que tenia una boda aparaulada amb la mare d'un fill natural seu. Bayard va morir en una de les accions de retirada a Romagnolo. Fou ferit a l'espinada per una bala d'arcabús. El marquès de Pescara (veure cavall "Mantuano"), enemic i admirador seu, el va anar a veure en la seva agonia...[139][140]
- 1514: Rubicone, cavall guanyador del palio de Siena. La referència diu: “Magnifici Capitanei. Unus equus baius dictus Rubicone sfacciatus. Ragazius, Battaglius porta el paglio a casa”.[141][142]

- 1523: Motilla, cavall de Gonzalo de Sandoval.[143]
  - Parlant de Gonzalo de Sandoval, Bernal Díaz del Castillo escrigué:

| «                                                                                     | “…tuvo el mejor caballo, y de mejor carrera, revuelto á una mano y á otra, que decian que no se había visto mejor en Castilla, ni en esta tierra : era castaño acastañado, y una estrella en la frente, y un pie izquierdo calzado, que se decia el caballo Motilla : é quando hay ahora diferencia sobre buenos caballos, suelen decir : es en bondad tan bueno como Motilla …”. | » |
| — Historia verdadera de la conquista de la Nueva España. De Bernal Díaz del Castillo. | |   |

- 1524: Cavalls Gonzaga. Els cavalls de la família Gonzaga, marquesos i ducs de Màntua, foren els guanyadors principals en moltes curses de "palio". El principal representant fou Frederic II de Màntua que va fer construir el palau Te. A la Sala dels Cavalls del Palazzo Te hi ha pintures a mida natural d'alguns cavalls Gonzaga. Favorito (Morel Favorito?), Bataglia, Glorioso i Luggeri.[144]
- 1524: Sultano era un cavall "turc" i de pèl liart. El seu propietari, Giovanni de Medici (dit també "l'invencible") és considerat com el darrer "condottiero". Devia ser un molt bon cavall. La nit abans de la victòria de Caprino Bergamasco sobre els francesos va passar el riu Adda que baixava molt crescut. Giovanni era un home molt cruel i violent. També fou un gran guerrer que va saber formar un exèrcit a cavall ben entrenat i eficaç recuperant tàctiques "passades de moda " (una mica a la manera dels genets, amb cavalls lleugers i cavallers amb poques armes defensives). A la mort del propietari el cavall es va entristir molt i es va aprimar sense remei malgrat les cures aplicades.[145]
- 1525: El cavall Mantuano va morir ple de ferides en la batalla de Pavia, rebudes en el més fort de la lluita. Tot i el seu estat crític, va poder retornar el seu amo i genet (don Francisco Fernando de Ávalos, marqués de Pescara)a la seguretat de les seves línies. I va morir poc després. De la capa diuen que era "tordillo" (liart). Pel nom podria deduir-se que fou de la nissaga de cavalls dels Gonzaga.Francisco Fernando de Ávalos va morir el mateix any, sense descendència, uns mesos després de Pavia.[146]
- 1548: Boscanillo, cavall de Francisco de Carvajal. Al Perú.[147]
- 1558: Le Greq. A les memòries de Jean de Mergey (sieur Jean de Mergey) es pot llegir que un dels cavalls del rei de França Enric IV (Henri IV) anomenat "Le Greq" o "Le Grec" li fou lliurat per a acomplir una missió. Jean de Mergey estava al servei del comte François III de Rochefaoucauld, que era protestant, i es convertí ell mateix al protestantisme. (El comte de Rochefaoucauld fou assassinat a la massacre de Sant Bartomeu, del tot terrible i injustificable). Tornant al cavall, aquell "Le Greq" es descriu com un quartau ("courtauld", "courtaud"). El millor i el més bell del seu temps.[148]
- 1576: Chetak, cavall de raça Marwari que va salvar el seu amo el rana Pratap en la batalla de Haldighati.
- 1580: El cavall de Valignano. A un cost exorbitant el sacerdot jesuita Alessandro Valignano va obsequiar el governant en funcions del Japó ("shogun", "kampaku") Hideyoshi un cavall àrab comprat a la India.[149]
- 1589: Le Sondal. Charles de Valois, duc d'Angouleme i comte d'Auvergne es va comportar heròicament a la batalla d'Arques. Uns quants cavalls caigueren -ferits, morts o esgotats- mentre ell els cavalcava. En un dels combats, el comte de Sagonne - potser per llàstima en veure'l tan jove (tenia 17 anys)- només li va ferir el seu cavall (de mantell blanc i d'origen espanyol) i fou mortalment ferit a la cama d'un tret de pistola per Carles. En una fase posterior de la batalla, havent-se quedat Carles sense cavall, el rei de França Henri IV (Enrique de Navarra) li'n va donar un dels seus anomenat "le Sondal" ("Soudal", "Soldan"). Cavall que no tardaria gaire a morir.[150]
- 1589: Mosquat."Le Mosquat" fou un cavall turc propietat de Jean Babou, comte de Sagonne, que coneixem per la declaració de Charles de Valois, enemic de l'anterior en la batalla d'Arques.[151]

### Seglexvii

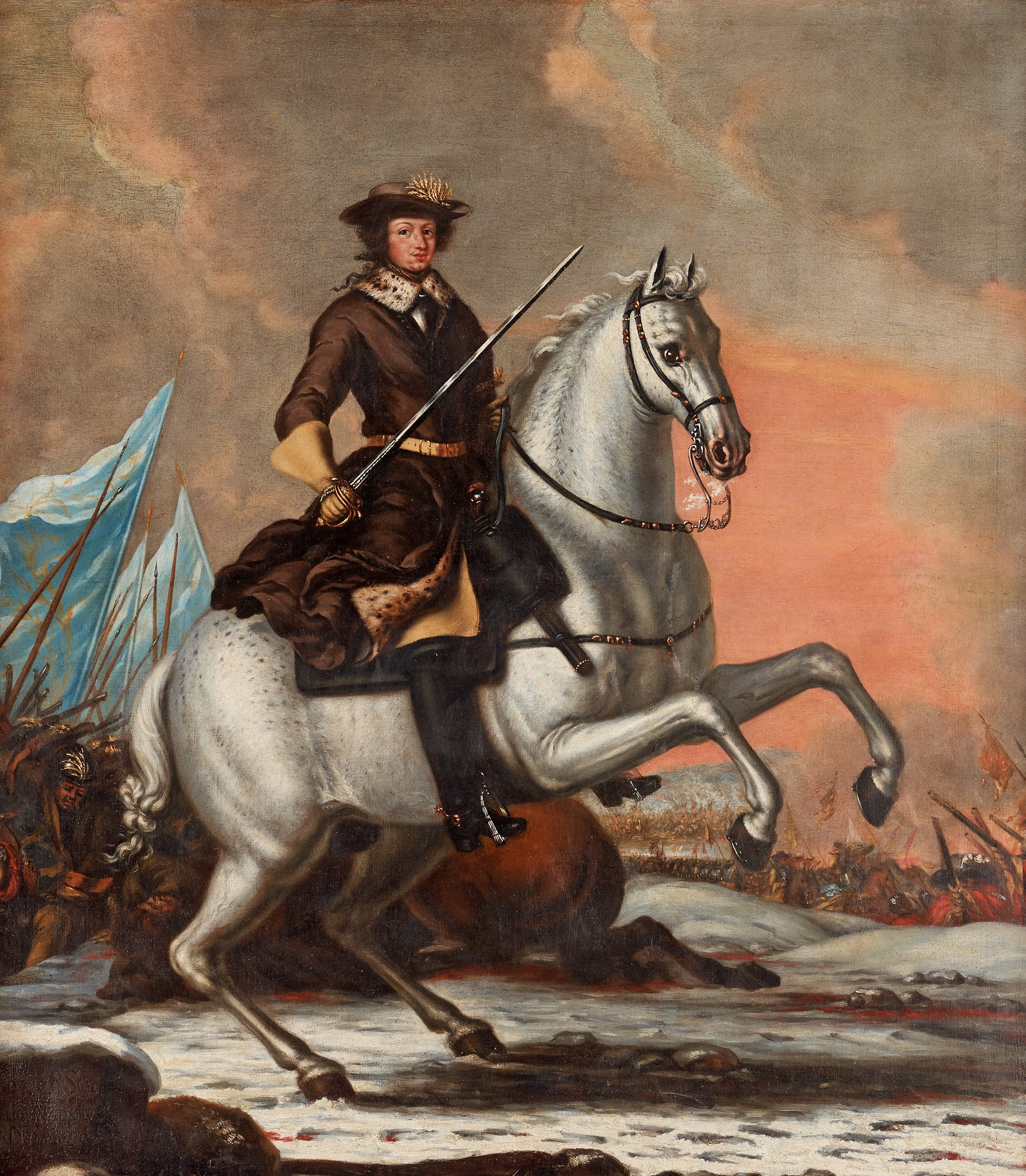
Carles XI de Suècia a cavall de "Brillant" durant la batalla de Lund de 1676. Quadre atribuït a David Klöcker Ehrenstrahl (1682)

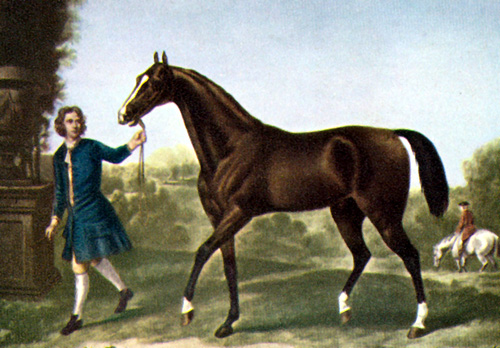
Pintura de l'estaló Darley Arabian, signada per John Wootton

- 1600: Nobile, cavall d'Albert VII d'Àustria a la batalla de Nieuwpoort.[152]
- 1612: Matsukaze (Vent entre els pins). Cavall del samurai Maeda Toshimasu. Anomenat Maeda Keiji.[153]
- 1623: Le Bonite, cavall barbaresc de pelatge castany de Lluís XIV de França.[154][155][156]
- 1630: Morellino, cavall de Filippo Colonna I. Quan uns bandolers atacaren la comitiva en que viatjava, Morellino va reaccionar sense esperar ordres i, sortint del camí, s'endinsà en terrenys abruptes a tot galop, sense parar atenció a matolls, pedres, barrancs, ni esbarzers. Finalment va salvar la vida de Filippo Colonna allunyant-lo del perill. En agraïment, Filippo Colonna va erigir un trofeu amb l'efígie del cavall i en va tenir cura - ben peixat i sense treballar- fins que va morir als 32 anys.[157]
- 1632: Brillant, cavall de Carles XI de Suècia a la batalla de Lund. Aquest cavall va sobreviure Carles i fou heretat pel seu fill Carles XII, morint a l'edad de 43 anys. A més de nom, Brillant tenia un renom : Brandklipparen ("The Fire-Buck", "cérvol de foc"). Probablement de jove era roig-liart i es va anar encanint fins a esdevenir blanc del tot.[158]
- 1632: "El más querido", cavall d'Albrecht von Wallenstein (Guerra dels Trenta Anys).[159][160]
- 1633: "Streiff", cavall del rei Gustau Adolf de Suècia. En la batalla de Lutzen fou ferit però, a diferència del seu propietari que va morir en l'acció, sobrevisqué fins a l'any següent. Pot contemplar-se embalsamat en un museu. El nom deriva de l'antic propietari el capità Streiff. El pelatge sembla falb.[161][162][163]
- 1654: White Turk, estaló d'Oliver Cromwell.[164]
- 1666: Old Rowley fou un cavall de curses del rei anglès Charles II. Aquest rei va reiniciar les curses de cavalls prohibides per Cromwell. Especialment a Newmarket. L'any 1671 va guanyar allí una cursa que acabava de crear, muntant ell mateix el seu cavall. Potser es tractava de Old Rowley.[165][166]
- 1675: La Pie, egua llemosina del mariscal Turenne (Henri de La Tour d'Auvergne, dit Turenne). El mariscal la muntava quan fou mort per una bala de canó a la batalla de Salzbach.[167][168]

### Seglexviii

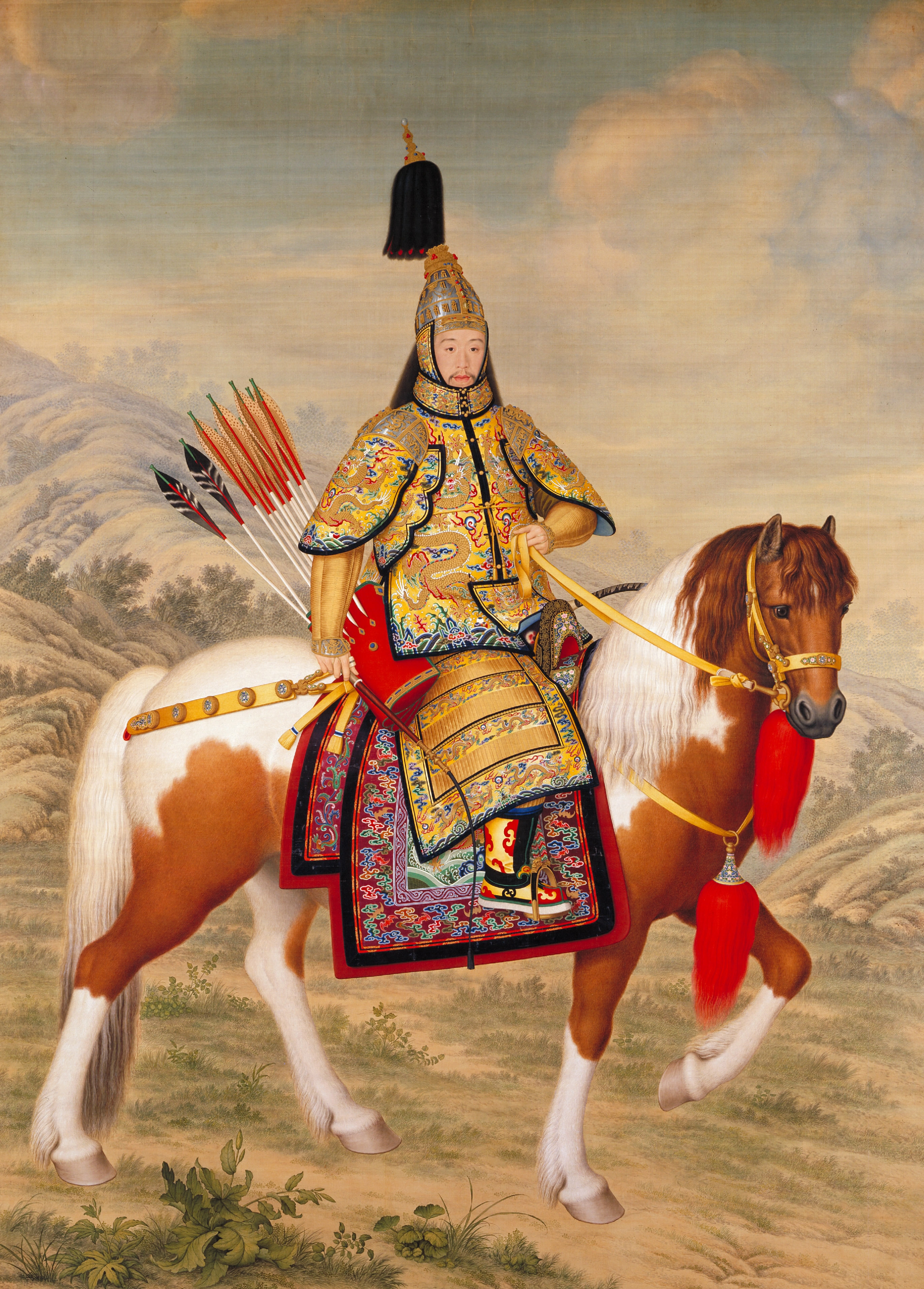
L'emperador Qianlong a cavall. Pintura de Giuseppe Castiglione, datada entre 1739 i 1758.

- 1702: Sorrel, euga de Sir John Fenwick. L'any 1702 el rei d'Anglaterra William II va morir a conseqüència d'una caiguda de cavall. En realitat sembla que aquell cavall era no era tal, sinó una euga : "White Sorrel". Sorrel o White Sorrel havia estat requisada per William, un cop empresonat i executat el seu legítim propietari Sir John Fenwick. Sir John era un adversari polític del rei William. Era el que en deien un jacobita, partidari d'un altre aspirant al tron, James II. Però fou condemnat sense proves d'un intent d'assassinat al monarca en el poder. Diuen que William I havia volgut comprar l'euga a sir John i que aquest sempre s'havia negat a vendre-la. És possible que la falsa acusació i el rigor de la condemna no fossin aliens al desig del rei de posseir l'euga. També diuen que els jacobites brindaven a la salut de l'animal, per haver fet justícia amb un rei il·legítim i injust. Hi ha una pintura de "White Sorrel" però no pot consultar-se a Internet.[169][170]
- 1704. L'estaló àrab Darley Arabian fou importat a Anglaterra des de Síria. El 93.9 dels cavalls de curses són descendents seus.[171][172]
- 1740?: Wanji, cavall "blanc" de l'emperador Qianlong. Hi ha un retrat de Qianlong cavalcant un cavall no identificat de pelatge roig-tobiano.[173]
- c.1744. Keraye, l'egua preferida de Muhàmmad ibn Saüd. No era de raça pura però era de gran qualitat i bellesa. Saüd la va comprar a un beduí de la tribu Kathan per 1.500 dolars (Probablement duros espanyols de plata, rals de vuit).[174][175][176]
- 1760. Peacock, cavall de curses nord-americà fill de Old Janus i una egua espanyola importada. Un dels millors corredors en curses de “quart de milla”.[177]
- 1783: Cavall de vapor. Unitat de mesura de la potència ideada per a poder comparar les prestacions de les màquines de vapor amb la capacitat de treball dels cavalls usats per a accionar bombes i màquines. James Watt  va introduir el horsepower com a unitat de mesura de la potència mecànica.[178][179]
- 1786: Condé, cavall anglès preferit de Frederic el Gran.[180]
- 1789: Figure el cavall de Justin Morgan. Estaló o guarà fundador de la raça Morgan.

### Seglexix

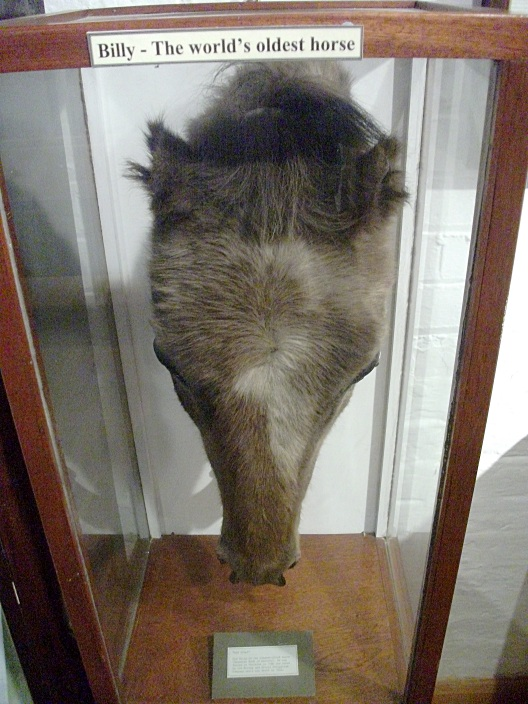
Cap embalsamat del cavall Old Billy al Bedford Museum.

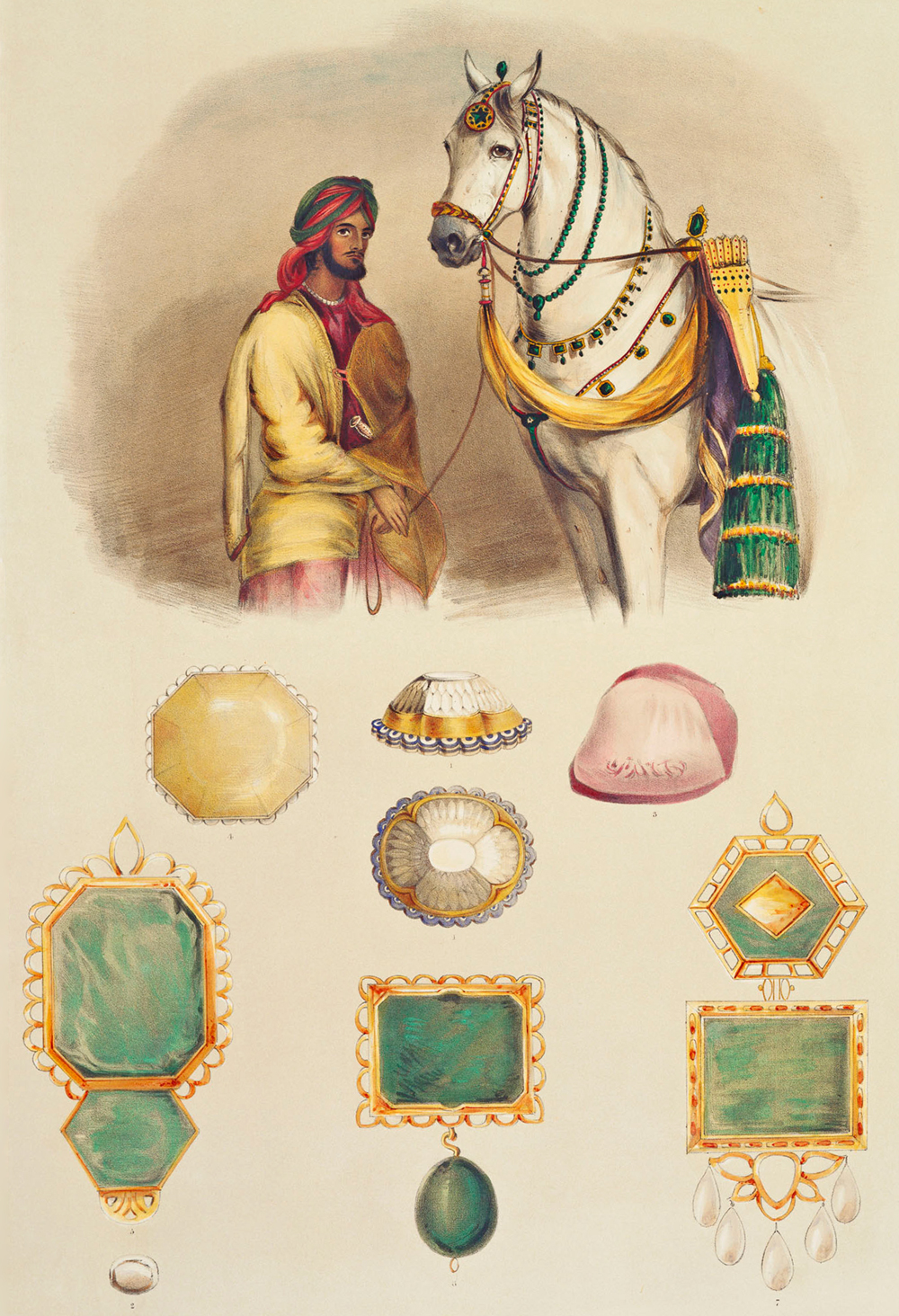
Ranjit Singh amb el cavall Lylee.

- 1800 ?: Läila i Lulu, dues egües de Lady Hester Stanhope de pura raça àrab. La primera de capa saura i la segona de pelatge liart. Destinades a un esperat Mesies no les muntava mai ningú.[181][182]
- 1804: Adonis, cavall blanc de Hannover de Georges III del Regne Unit.[183]
- 1818: Nichab, euga de pura raça àrab criada al Líban per Lady Hester Stanhope. Els averanys volien que només es deixaria muntar pel millor guerrer del món. Finalment passà a França per a criar cavalls angloàrabs i àrabs.[184][185][186]
- 1819: Red Buck. Cavall del bandoler Bob Dalton de pelatge curly alatzà i carabonica.[187]
- 1819: Palomo, un dels cavalls de Simón Bolívar. Sens dubte el més famós. No és clar si el nom original de "Palomo" era "Palomo","Pastor" o "Muchacho". Totes les referències consultades parlen de pelatge "blanc" (Un cavall de pelatge "palomo" és un cavall liart en fase canosa o blanca. A Venezuela "palomo" o "rucio palomo").[188][189][190][191]
- 1821: Checoba, cavall de Thomas James aventurer i explorador de l'Oest americà. Fou un present del cabdill Alasares (de la tribu Whichita) i era de pelatge negre.[192][193]
- 1822. Any de la mort del cavall Old Billy, als 62 anys. Old Billy era un cavall de tir que arrossegava gavarres. Es considera el cavall més longeu que hom hagi pogut mai verificar.[194]
- 1827. Lylee, cavall de Ranjit Singh. De raça persa fou probablement el cavall més car del món: fou la causa de tres guerres, amb més de 20.000 morts i un cost de més de tres milions de dòlars de la seva època.[195][196]
- 1833: Scham, Tedmor i Liban. Cavalls àrabs d'Alphonse de Lamartine.[197]
- 1833: Grohean, cavall de Jim Bridger. Segons les fonts consultades el va comprar als Snakes però era un estaló d'origen Comantxe. Els testimonis el descriuen com un cavall gran de pelatge liart moscat o blanc. No hi ha contradicció. De jove era moscat i de gran liart canós.[198][199]
- 1835: El després general Mariano Guadalupe Vallejo va canviar el nom de Isla Plana a Isla de la Yegua. Actualment Mare Island, a Califòrnia. En record d'una egua blanca que s'hi va refugiar nedant, quan va sotsobrar la barca de transport.[200][201]
- 1836. Saracen fou el nom del cavall que muntava Sam Houston a la batalla de San Jacinto.[202][203]
- 1836. Jata petit cavall (de pelatge “café-au-lait”) del polític francès Adolphe Thiers. Aquest personatge era de molt baixa estatura i muntat sobre Jata feia riure a molta gent.[204][205]
- 1840: Garrigó, un dels cavalls de Ramon Cabrera i Grinyó, de pelatge castany fosc. Morí de 5 trets de bala empresonant la cama del "Tigre del Maestrat" i comte de Morella quan el cavalcava en un combat.[206]
- 1843: Steel Dust, un dels estalons fundadors de la "raça" Quarter Horse.[207][208][209]
- 1845: Katie, euga de Jesse James de pelatge castany fosc. Jesse James va tenir altres cavalls amb fama de ser molt resistents i corredors. Li calia anar ben muntat per a fugir, com a bandit que era, dels seus perseguidors.[210]
- 1845: Ruff fou el darrer cavall de Jim Bridger que el va seguir muntant després de perdre la vista.[211]
- 1845: Dandy Dock, cavall alatzà que fou propietat de William Bonney àlias Billy the Kid. Segons la referència adjunta fou robat a un sheriff que va morir assassinat. El pelatge "chestnut sorrel" acostuma a designar els cavalls roigs o sors de la tonalidad del coure. Hi ha però, divergències al respecte.[212]
- 1846: El Toro de Sacramento, cavall de John Charles Frémont.[213][214]
- 1852: Sarco. Cavall roig-canyella de don Pío Pico.
- 1852: Black Swan. El dia 1 de març de 1852 hi va haver una cursa de 9 milles entre l'estaló roig-canyella "Sarco" (probablement "Zarco") de pura raça californiana i l'eugua negra importada d'Austràlia "Black Swan". Les apostes foren molt altes. Hi ha diverses versions, però sembla que cada bàndol apostava 25.000 dòlars més 500 egües, 500vaques, 500 ovelles i uns quants animals més."Sarco" el muntava un vaquero amb la típica sella californiana. El genet de "Black Swan" era un jockey professional de raça negra, petit i escarransit que va usar una sella de curses..."Black Swan" va guanyar per poc...(75 iardes sobre 9 milles).[215][216][217]
- 1860: Giuseppe Garibaldi va entrar a Palerm muntant l'egua Marsala, de raça siciliana.[218]
- 1860: Cincinnati fou el cavall preferit del general Ulysses S. Grant. Era de mantell castany fosc i de raça Thoroughbred.[219]
  - L'any 1878 Ulysses S. Grant va visitar Turquia i el soldà Abdul Hamid II li va regalar dos estalons de gran qualitat. Anomenats Leopard i Linden Tree foren decisius en la fundació de la raça Colorado Ranger.[220]
- 1862. Traveller, cavall liart del general Lee. Quan el va comprar el nom era Greenbrier. Al Sud es considerava de bon averany canviar el nom del cavall quan hi havia un nou propietari.[221]

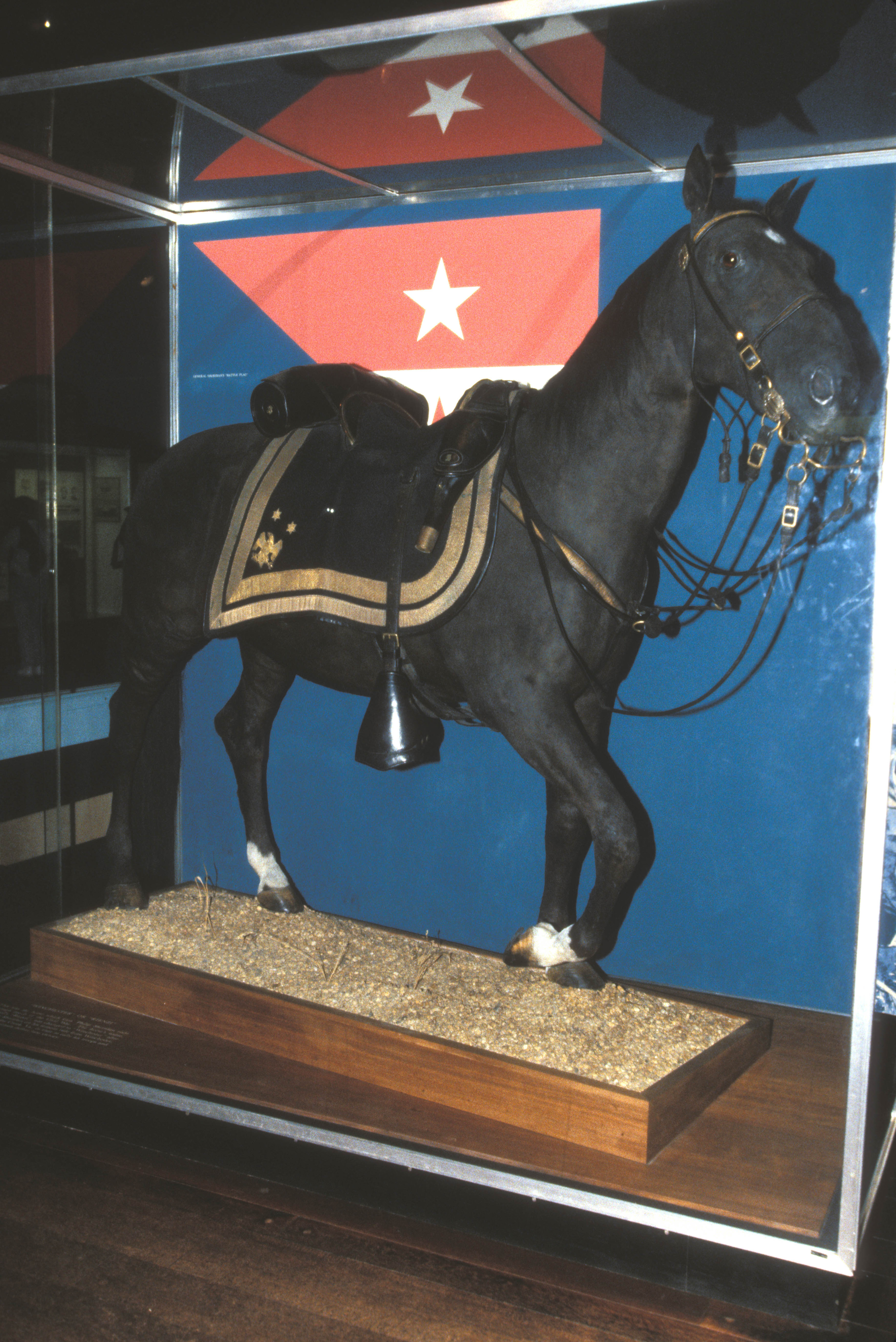
Rienzi, cavall del general Philip Sheridan.

- 1864: Rienzi, cavall negre del general Sheridan. Era de la raça Morgan (de llinatge Black Hawk) i de gran alçada. Posteriorment fou anomenat Winchester.[222][223][224]

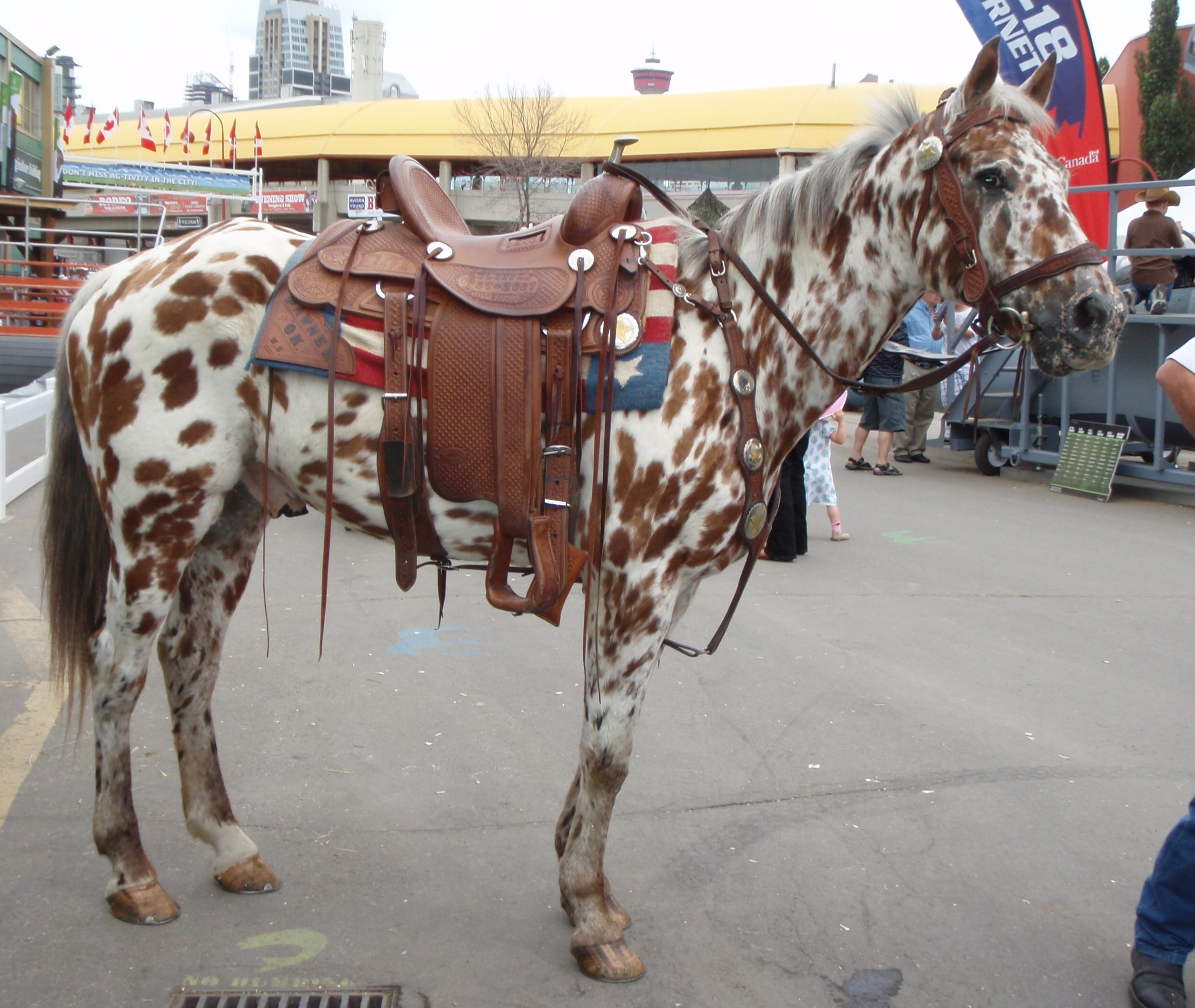
Cavall Appaloosa de pelatge ”red leopard”.

- 1864: Orispelo i Anteburro. Dos cavalls del malaurat emperador Maximilià I de Mèxic. "Orispelo" era un palomino de pelatge daurat, amb cua i crinera blanques. Un bell cavall de parada, fogós i de moviments espectaculars. "Anteburro" era un cavall de marxa de caràcter molt tranquil. El nom correspon al del tapir mexicà (Tapir de Baird). No té res a veure amb els ases o rucs.[225][226]
- 1868: Jericho. Egua àrab muntada i descrita per Mark Twain en el seu viatge a Terra Santa.[227][228]
- 1868. Els cavalls de Buffalo Bill. William F. Cody fou un gran genet i coneixedor de cavalls. Fou el propietari d'alguns cavalls notables el nom dels quals encara es conserva: Brigham, Buckskin Joe, Tall Bull, Powder Face, Charlie, Tucker, McKinley, Billie, Duck, Isham, Smokey,...[229]
- 1869: Tommy, cavall de Charles Darwin.[230][231]
- 1870. Black Nell, cavall de Wild Bill Hickok.[232][233]
- 1870: El cavall de Cavall Boig. El famós cabdill indi lakota "Crazy Horse" tenia un cavall negre-pintat anomenat Inyan (que vol dir "pedra" o "roca").[234]
- 1871: Ebenezer fou el cavall preferit del cabdill Nez Percé "Chief Joseph" el jove. Es tractava d'un cavall Appaloosa quan encara no se'n deien així. Els autors moderns que en parlen diuen que les curses d'Ebenezer contra els cavalls més ràpids dels blancs - curses que guanyava sempre- es publicaven en diaris locals. El pelatge d'aquell corser era lleopard-roig. Pigat lleopard-roig.[235][236]
- 1874: Folie, estaló fundador de la raça Haflinger/Avelignese actual. Fill de El Bedavi i una egua tirolesa.[237][238]
- 1876: Vic, Dandy i altres cavalls del general Custer. Custer va posseir alguns cavalls de qualitat: Bluegrass, Frog-Town, Vic, Dandy, ...En la batalla de Little Big Horn muntava Vic (alatzà carabonica i bausà de tres potes; de quatre segons alguns). Una vegada una mula "pèl de rata" amb Buffalo Bill a cavall va matar d'esgotament el cavall de Custer.[239][240][241][242][243][244]
- 1876. A la batalla de Little Bighorn, a més de Vic (cavall del general Custer) hi havia el cavall Comanche, montura de batalla del capità Keogh, que en les marches muntava un altre cavall anomenat Paddy. Comanche va sobreviure a la batalla i fou recuperat per l'exèrcit americà.[245]
- 1883: Zoedone. Una de les curses d'obstacles més famoses és el Grand National d'Aintree. La guanyadora de l'edició de l'any 1883 fou l'egua Zoedone muntada pel seu propietari el príncep Karel Kinski. Aquesta egua era de la raça Kinski i de pelatge ros ("palomino"). És dir amb el cos daurat i cua i crinera blanques. L'any 1885 Zoedone fou emmetzinada el dia de la cursa del Grand National.[246][247]
- 1887. Gypsy. Cavall de pelatge “buckskin” propietat de la tiradora i amazona Annie Oakley.[248]
- 1889: Serko. Cavallet que va fer 9000 km en 200 dies.[249]
- 1895: Baconao, cavall de José Martí. José Martí fou un poeta i heroi de la independència de Cuba. Sobre el seu cavall, Baconao, hi ha informacions contradictòries : Uns diuen que era blanc, altres que cafè, alguns que de pelatge palomino,...Tampoc no se sap si era estaló, egua o crestat. Ni si era briós o mansoi. Sí que sembla veritat que Martí va bornar a cavall contra l'enemic i que fou ferit amb tres trets mortals. Baconao rebé un tret al pit que el traspassà. En caure Martí, Baconao va tornar amb els independentistes cubans i es va curar. No queda clar si ningú no el va muntar mai més o si el fill de Martí el va cavalcar en alguna ocasió.[250][251][252][253][254][255]
- 1899. Jim, cavall de Calamity Jane.[256][257]

### Segle XX

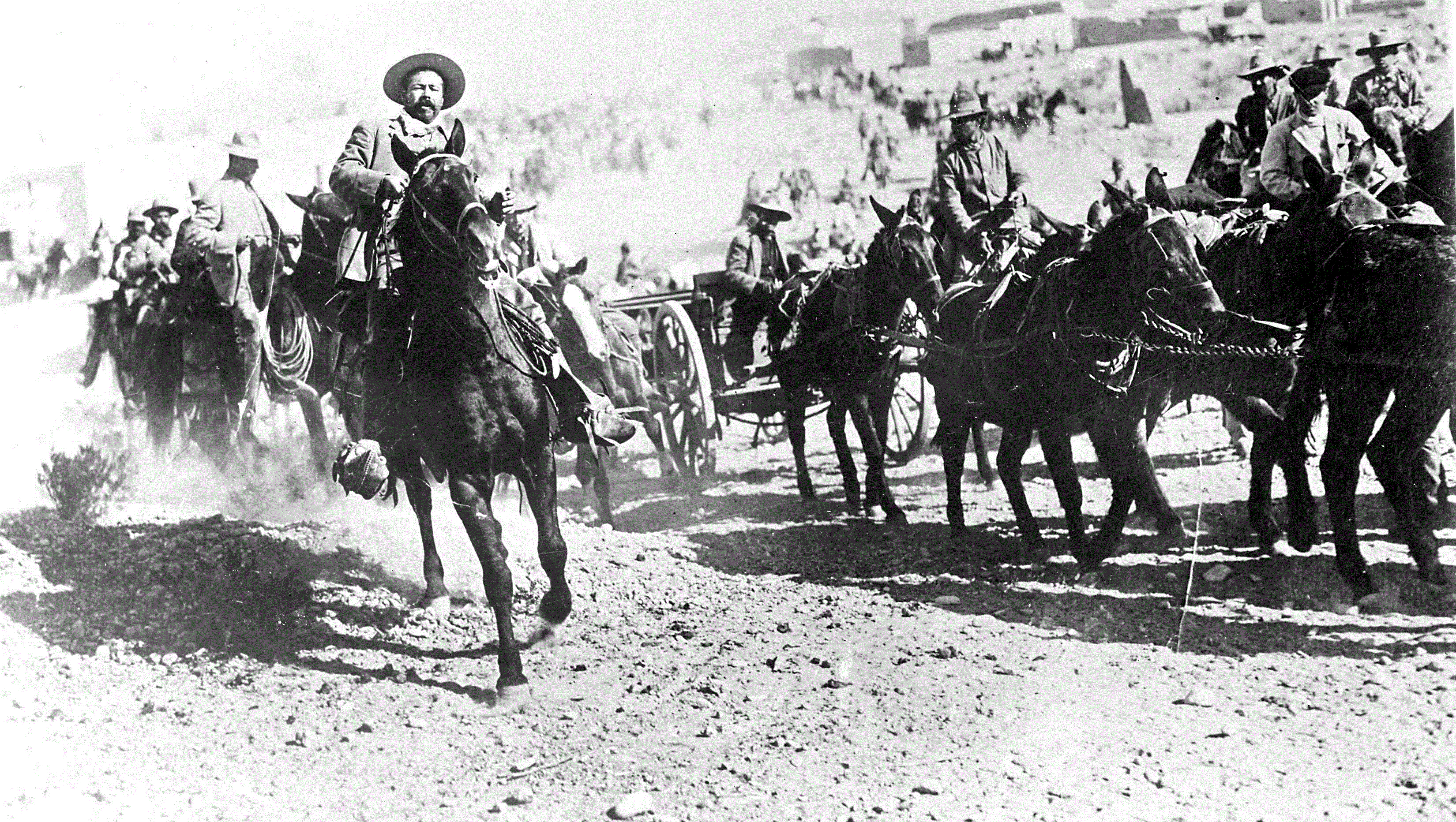
Pancho Villa, muntant l'egua Siete Leguas, entrant a Ojinaga, Chiuahua (Mèxic).

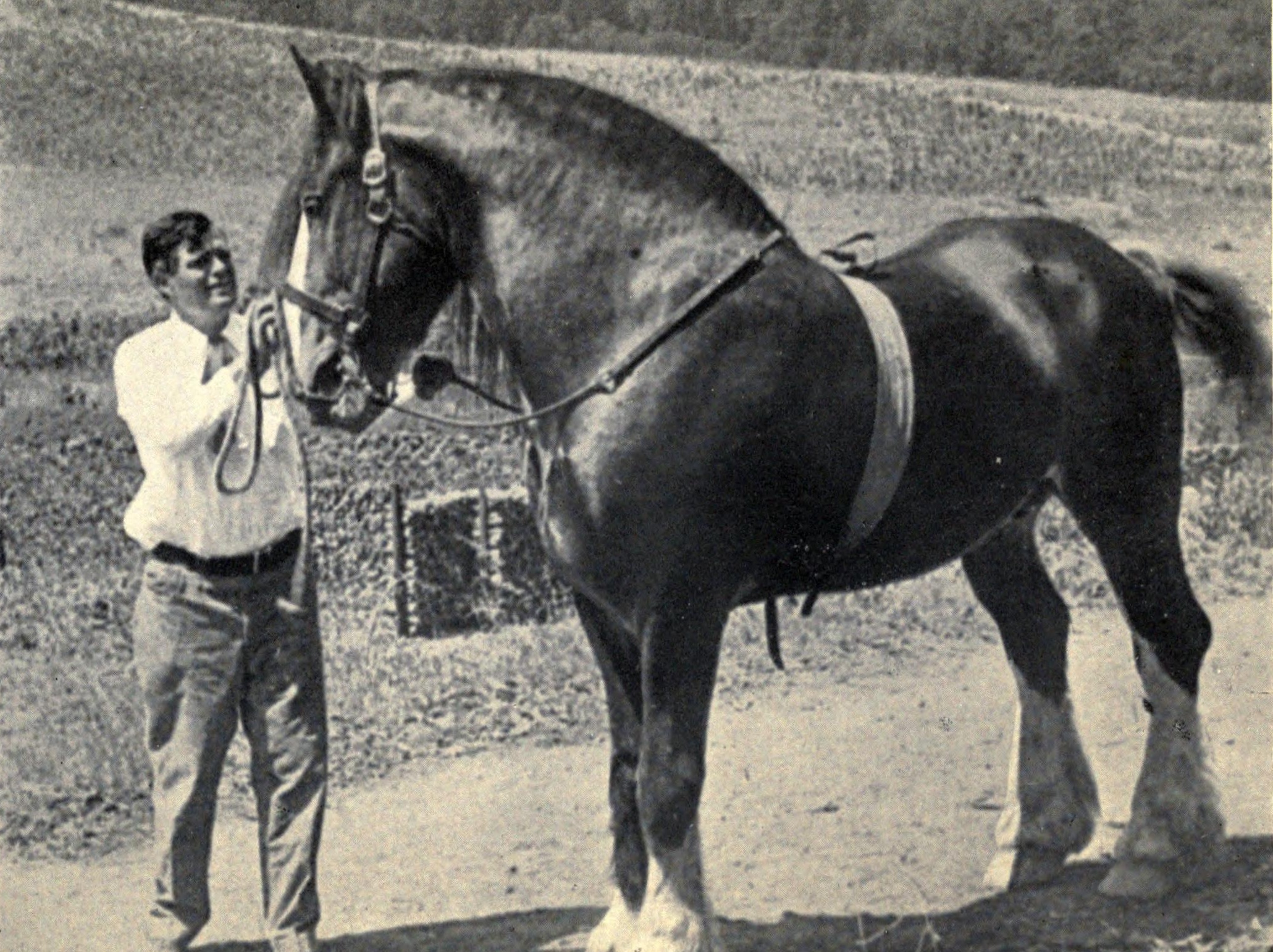
Jack London i el seu cavall Neuadd Hillside.1916.

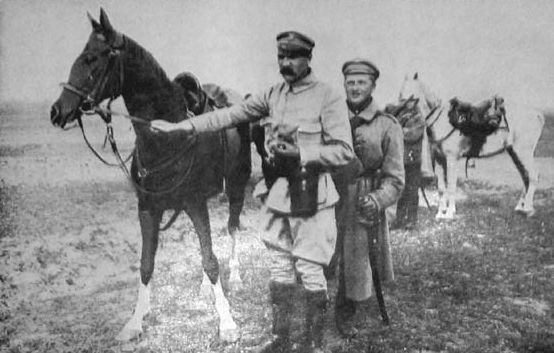
Jozef Pilsudski i l'egua Kasztanka.

- 1910: As de Oros, cavall d'Emiliano Zapata.[258][259]
- 1910: Washoe Ban, cavall de Jack London. També tenia un cavall de treball, Neuadd Hillside.[260]
- 1910. Coaly-Bay. Segons explicà Ernest Thompson Seton (famós escriptor naturalista i dibuixant d'animals, entre altres activitats) en el pròleg de la seva obra Wild Animal Ways, aquest cavall fou un animal real de pelatge castany lluent.[261]
- 1912: Ursus.[262]
- 1914: Old Blue, cavall negre-ruà de Tom Mix.[263][264][265]
- 1914. Siete Leguas, egua preferida de Pancho Villa.[266][267][268]
  - Hi ha un corrido amb moltes versions que la fa protagonista.[269]

- 1920: Sultán, estaló mestenc (sic) (mustang) fundador de la raça Camarillo.[270]
- 1927: Kasztanka, egua alatzana de Józef Piłsudski.
- 1927. Mancha i Gato foren dos cavalls criollos argentins amb els que el profesor suís Aimé Félix Tschiffely va anar de Buenos Aires a Nova York. El viatge va durar uns tres anys. El nom sencer dels cavalls era “Gato Cardal” i “Mancha Cardal”, d'acord amb Emilio Solanet que els havia comprat als indis del Chubut i els tenia a la seva “estancia” del Cardal.[271]
- 1930?: Florian, cavall de Pau Casals, de raça àrab i negre com l'atzabeja.[272]
- 1945: Hatsu-Shimo (Neu primerenca), cavall àrab de l'emperador Hirohito.[273][274][275][276]
  - Una traducció més precisa fora "Primera gebrada", més fidel a "First frost".
- 1952. Egua Sargent Reckless.[277]
- 1954: Cisco, cavall palomino de James Dean.[278]
- 1967: Rising Sun. Cavall Quarter Horse de pelatge palomino que fou la montura preferida d'Elvis Presley.[279]
- 1970: Estel des Teix, estaló mallorquí.[280]
- 1973: Secretariat, cavall de curses pura sang estatunidenc que el 1973 es va convertir en el novè campió de la Triple Corona dels Estats Units, després de 25 anys sense que cal altre ho aconseguís.[281] De la seva història se'n feu la pel·lícula Secretariat (2010).
- 1976: Dollar fou el darrer cavall propietat de John Wayne. El cavall intervingué en la pel·lícula L'últim pistoler.[282]
- 1980: Keyif, cavall àrab de pelatge liart de la viatgera Christina Dodwell.[283][284]
- 1982-1983: Fritz. Cavall àrab guanyador de la Tevis Cup, cursa de resistència de 100 milles.[285]
- 1983: Hollywood Dun It.[286][287]
- 1983: Choctaw Star. Egua Choctaw de pelatge castany-ruà que va guanyar una cursa de 1000 milles (North American Continent to earn the 1000 Mile Horse Award in NATRC).[288]
- 1990: Plain Justin Bar. El cavall protagonista del film Ballant amb llops, on rebia el nom de Cisco. Es tractava d'un Quarter Horse crestat de pelatge falb crema.[289]
- 1993: Sufridor. Cavall "criollo" argentí.[290]

### Segle XXI
- 2008: Yukichan.[291]
- 2010: Elmer Bandit fou un cavall de raids que va competir fins poc abans de morir als 38 anys. Es tracta d'un cas de longevitat activa poc freqüent en temps moderns.[292][293][294]
  - Elmer Bandit nasqué d'una egua mig Quarter Horse (amb una mica de sang perxerona) i d'un estaló àrab. La seva vida va anar des de l'abril de 1971 fins al febrer de 2010, en què li fou practicada l'eutanàsia.[295][296]
  - L'any anterior havia participat amb èxit en algunes curses de resistència, muntat per la seva propietaria i criadora Mary Anna Wood.

## Cavalls mitològics. Cavalls imaginaris

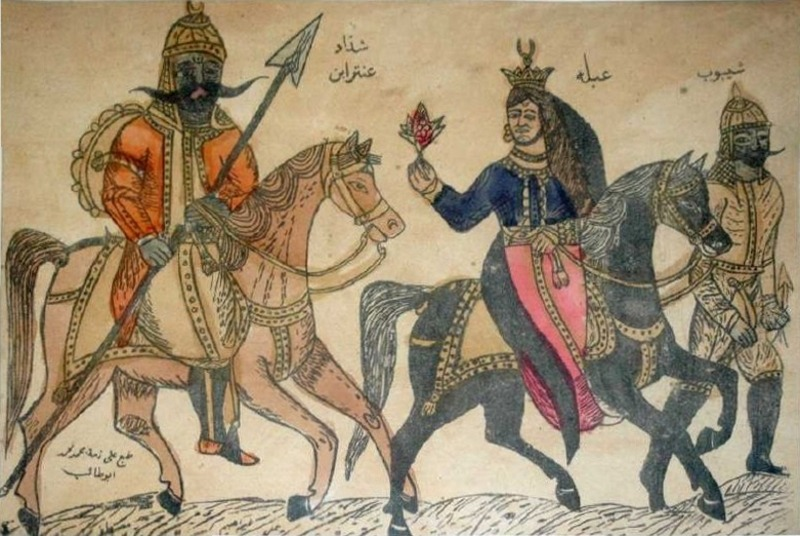
Antarah i la seva muller Abla a cavall. Segons un patró de tatuatge egipci del .)

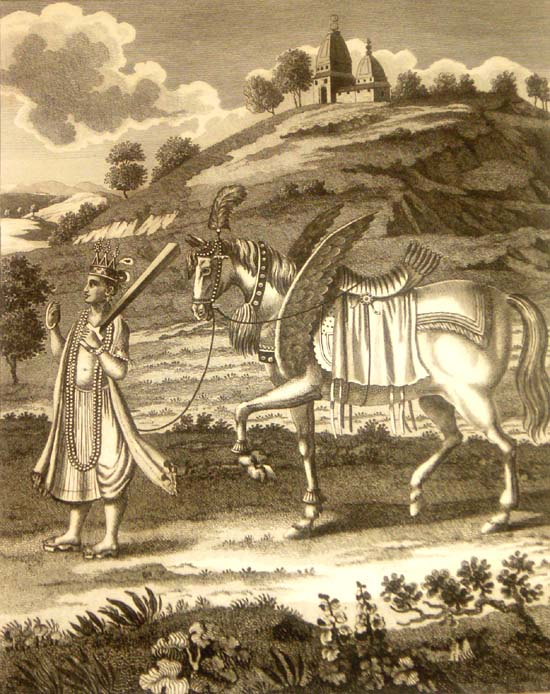
Kalki i el seu cavall, Devadatta.

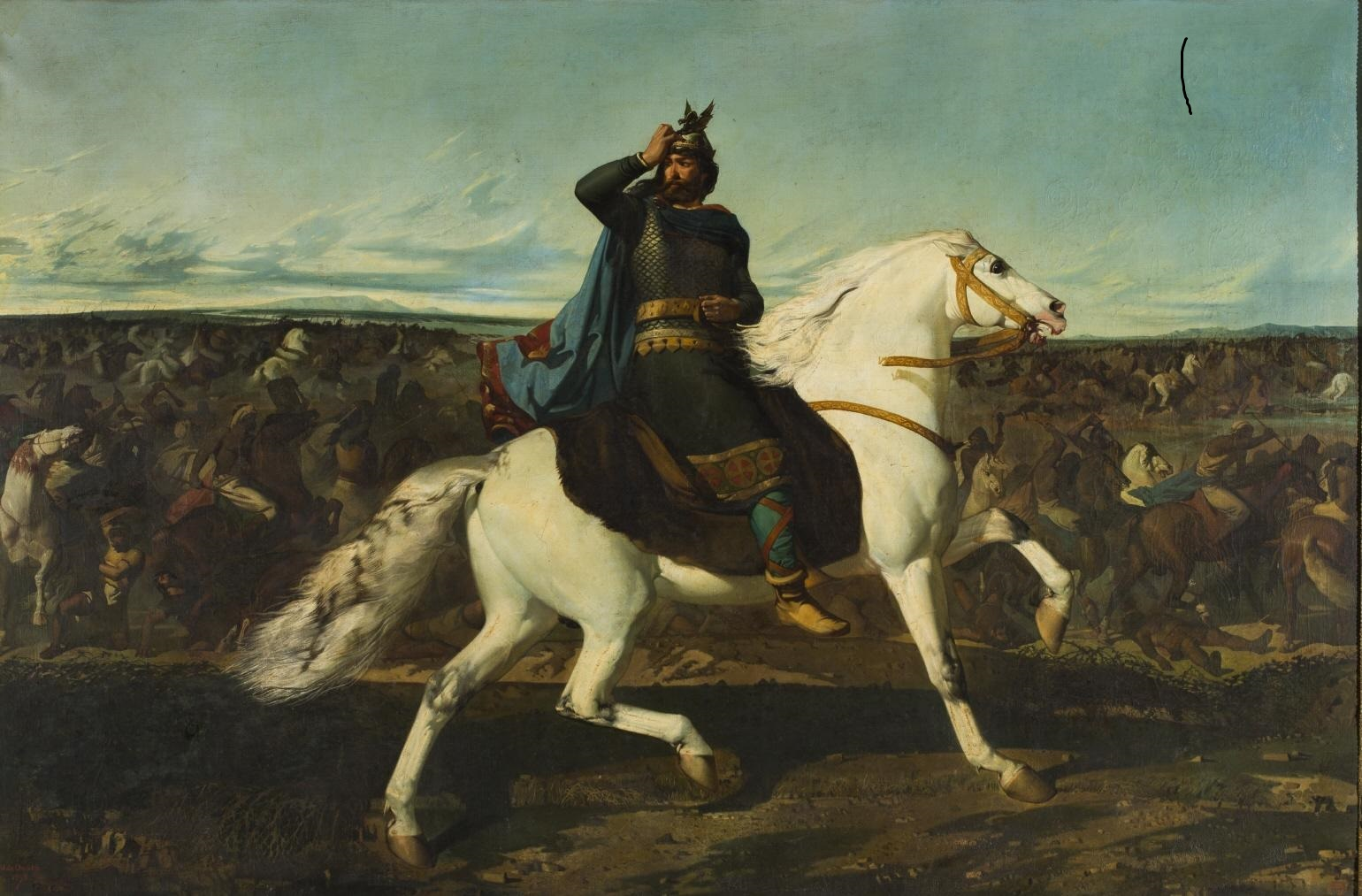
El rei Roderic a la batalla de Guadalete, muntant Orelia.

- Abdjar, el corser d'Àntar. El guerrer Àntar (o Àntarah) d'una famosa novel·la àrab fou un cavaller de pell molt fosca fill de pare àrab i mare etíop. La seva mare era una esclava negra i ell era considerat també un esclau fins que va demostrar que era el millor guerrer de la tribu. El cavall que l'acompanyava en les seves aventures era "Adjer" o "Abdjar", negre com la nit i amb un estel al front. Aquest cavall magnífic és llegendari i, a la vegada, potser històric. Hi va haver un poeta àrab preislàmic de nom Àntar (any 560, aproximadament). I els seus poemes formen part dels anomenats els set (7) Mu'allaqat, els set poemes penjats a la Kaaba.[297][298][299][300][301]
- Aetha i Podargos
- Aríon[302][303][304]
- Babieca.[305]
- Bayard.[306][307][308]
- A la novel·la Ben Hur quatre cavalls àrabs són protagonistes. Duen el nom de quatre estrelles : Aldebaran, Antares, Rigel i Altair.[309]
- Black Bess, l'egua negra del lladre de camins Dick Turpin.[310]
- Broiefort. Cavall de Brunamont i després d'Ogier.[311]
- Cavall de Troia
- Centaure
- Cillarus. Cavall de Càstor, obsequi del déu Mercuri. Fou també muntat per Pòl·lux.[312][313][314]
- "Clavileño".[315]
- Devadatta.[316][317]
- Falke.[318]
- Gadifer, corser donat per una fada a Gradlon.[319]
- Kirat o Demir Kirat. Cavall turcmà de l'heroi Köroğlu.[320][321][322]
  - Segons una altra font: Kir-at (cavall de color negre) i Dur-at (cavall de color perla), cavalls de Köroǧlu, dotats de poders màgics.[323]
  - Una altra font parla de Kir At, una egua liarda.[324]
- Llamrei i Hengroen, respectivament eugua i cavall del rei Artús.[325]
- Marchegai.[326]
- Masroor, Mesroor (segons alguns el primer cavall dels àrabs).[327]
- Orelia, cavall de ficció suposadament muntat pel rei Roderic en la batalla de Guadalete (any 711). El nom figura a la crònica De rebus Hispaniae de Rodrigo Jiménez de Rada.[328][328][329][330][331][332][333]
- Pacolet. Cavall de fusta que volava i es controlava amb una clavilla. Probable inspiració de "Clavileño".[334][335]
- Pegàs
- Rakush. Cavall de l'heroi Rustam (o Rustem) cantat per Firdawsí en El Llibre dels Reis[336][337][338]
- Rih.[339]
- Sleipnir
- Soldier Boy.[340]
- Svadilfari.[341]
- Veillentif.[342]
- Xanthos.[343]

## Cavalls campions en curses i esports

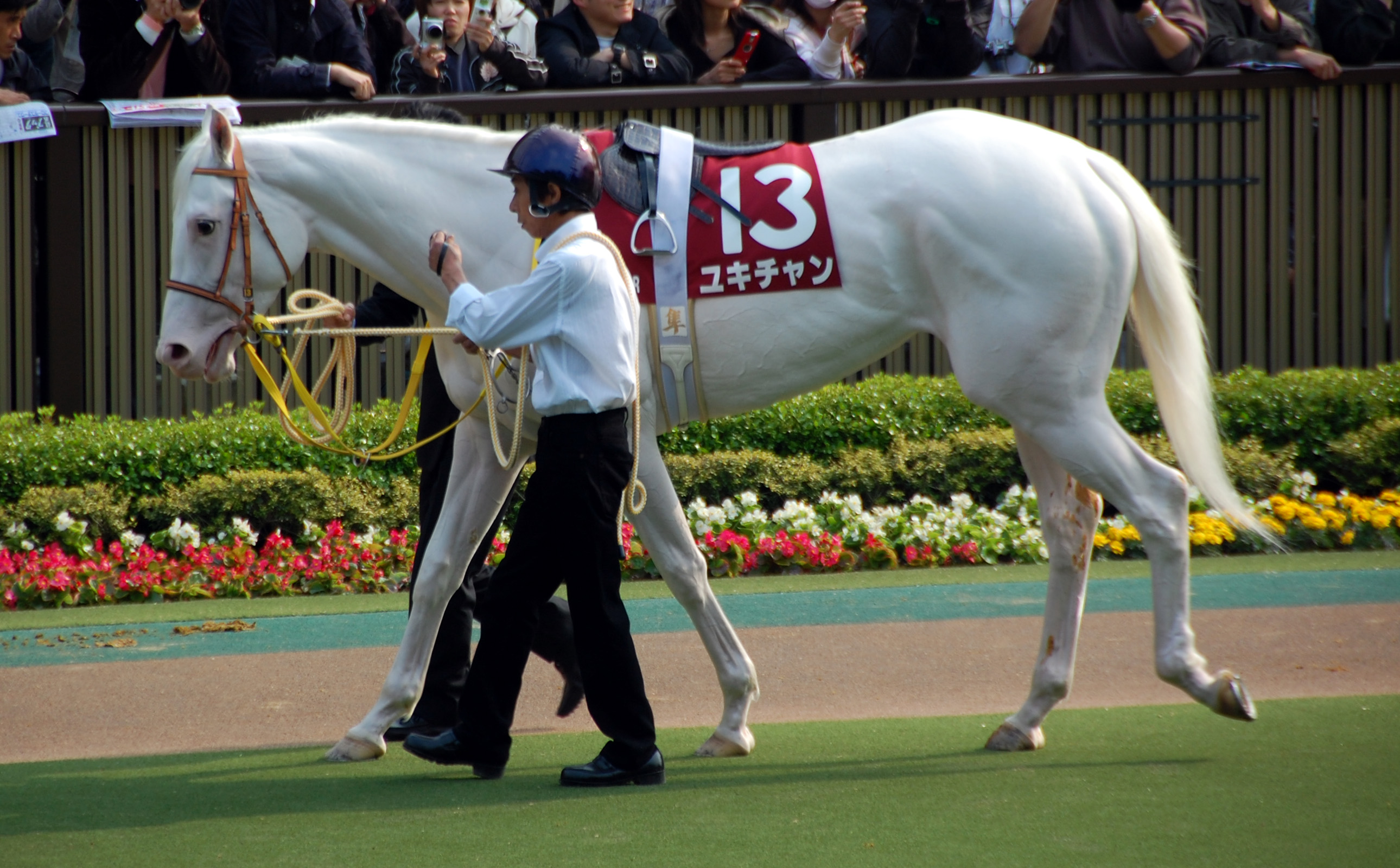
Yukichan, un cavall de curses (Thoroughbred) nascut al Japó amb pelatge "blanc de naixement".

- Citation, número 97 dels millors atletes estatunidencs del segle xx, tercer dels "no humans"[344]
- Darley Arabian
- Eclipse
- Hambletonian
- Lexinton
- 1947: Limber Hill, cavall de curses anglès.[345]
- Man o'War, número 87 dels millors atletes estatunidencs del segle xx, segon dels "no humans"[344]
- Native Dancer
- Ribot
- Seabiscuit
- Secretariat, número 35 dels millors atletes estatunidencs del segle xx, primer dels "no humans"[344]

## Cavalls i rècords

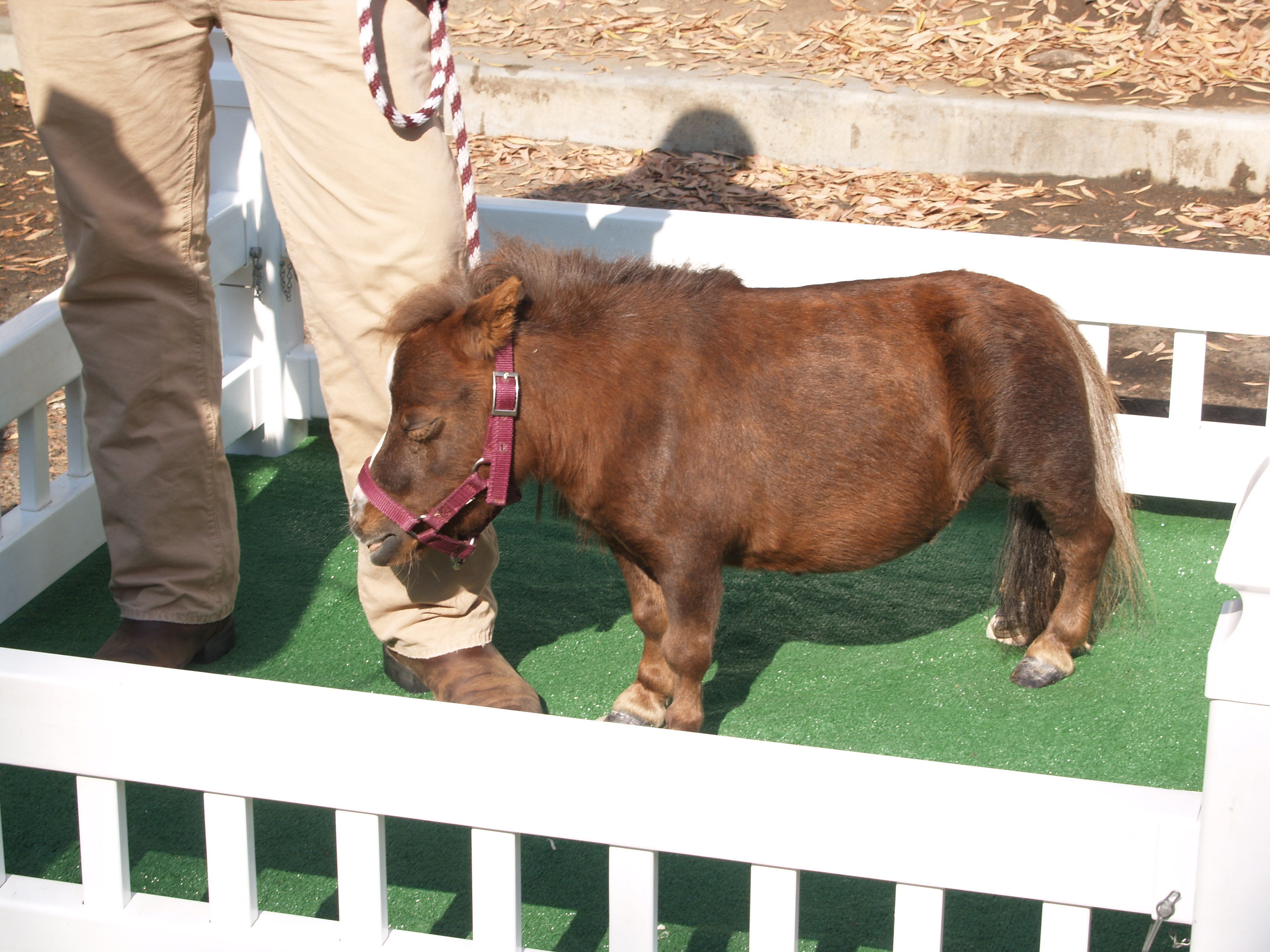
Thumbelina. Amb 43 cm a la creu és el cavall més petit del món.

- Thumbelina. El cavall més petit del món.
- Huaso
- Sampson